# シンシナティ
シンシナティ（英語：Cincinnati）は、アメリカ合衆国のオハイオ州南西端に位置する都市。州都コロンバスの南西約170km、ケンタッキー州との州境になっているオハイオ川の河畔に位置する。人口は309,317人（2020年の国勢調査）で、コロンバス、クリーブランドに次ぐ州内で第3の都市である。シンシナティに郡庁を置くハミルトン郡を中心に、オハイオ・ケンタッキー・インディアナ3州の16郡にまたがる都市圏は2,256,884人、これに2つの小都市圏を加えた広域都市圏は2,316,022人（いずれも2020年国勢調査）の人口を抱えている。

## 概要
1788年に創設され、その2年後にシンシナティ協会から名を取ってシンシナティという地名がつけられた。19世紀前半から中盤にかけては、シンシナティは食肉加工の中心地・オハイオ川の河港都市として発展し、1850年には全米第6の都市へと成長した。しかし、19世紀も後半に入り、交通の主役が蒸気船から鉄道へと移ると、その連節点として高い成長を遂げるようになったシカゴやセントルイスに追い抜かれ、シンシナティは成長しながらも、その相対的な地位は低下した。その後も20世紀中盤までは緩やかではあるものの成長を続け、1950年には人口50万人を超えたが、その後は減少に転じている。
それでもなおシンシナティは地域の経済・交通・教育・文化の中心地の1つであり続けている。シンシナティ都市圏にはクローガーやプロクター・アンド・ギャンブルをはじめ、フォーチュン500に入る企業が7社本社を置いている。空の玄関口であるシンシナティ・ノーザンケンタッキー国際空港は航空貨物のアマゾン・エアやDHLアビエーションが拠点としている。陸路においても3本の州間高速道路が交わる。ダウンタウンの北にはシンシナティ大学およびザビエル大学がキャンパスを構えている。MLBのシンシナティ・レッズ、およびNFLのシンシナティ・ベンガルズは、ともにシンシナティのオハイオ河岸に本拠を置いている。全米でも最古の部類に入るシンシナティ交響楽団やシンシナティ・オペラが本拠地とする音楽堂や、シンシナティ出身のウィリアム・タフト元大統領の異母兄の邸宅であったタフト美術館など、文化都市としての歴史の長さを示す文化施設も数多く立地している。

## 歴史
1788年にマシアス・デンマン、ロバート・パターソン、イスラエル・ルドローの3人の入植者によって、オハイオ川北岸のこの地に創設された。その後ジョン・フィルソンがデンマンから800エーカー（323ヘクタール）の入植地の3分の1を購入し、ロサンティビルと名付けた。1790年に北西部領土のアーサー・セントクレア総督は、ジョージ・ワシントンが会長を務め、自身も所属していたシンシナティ協会の名を取って、シンシナティと改称した。 初期の移民にはドイツ系が多く、そのうちの1人で、セントクレアの後任としてこの地にあったワシントン砦に入城していたデイビット・ジーグラーが1802年にシンシナティの初代市長となった。やがて1819年3月1日にシンシナティは市制を施行した。

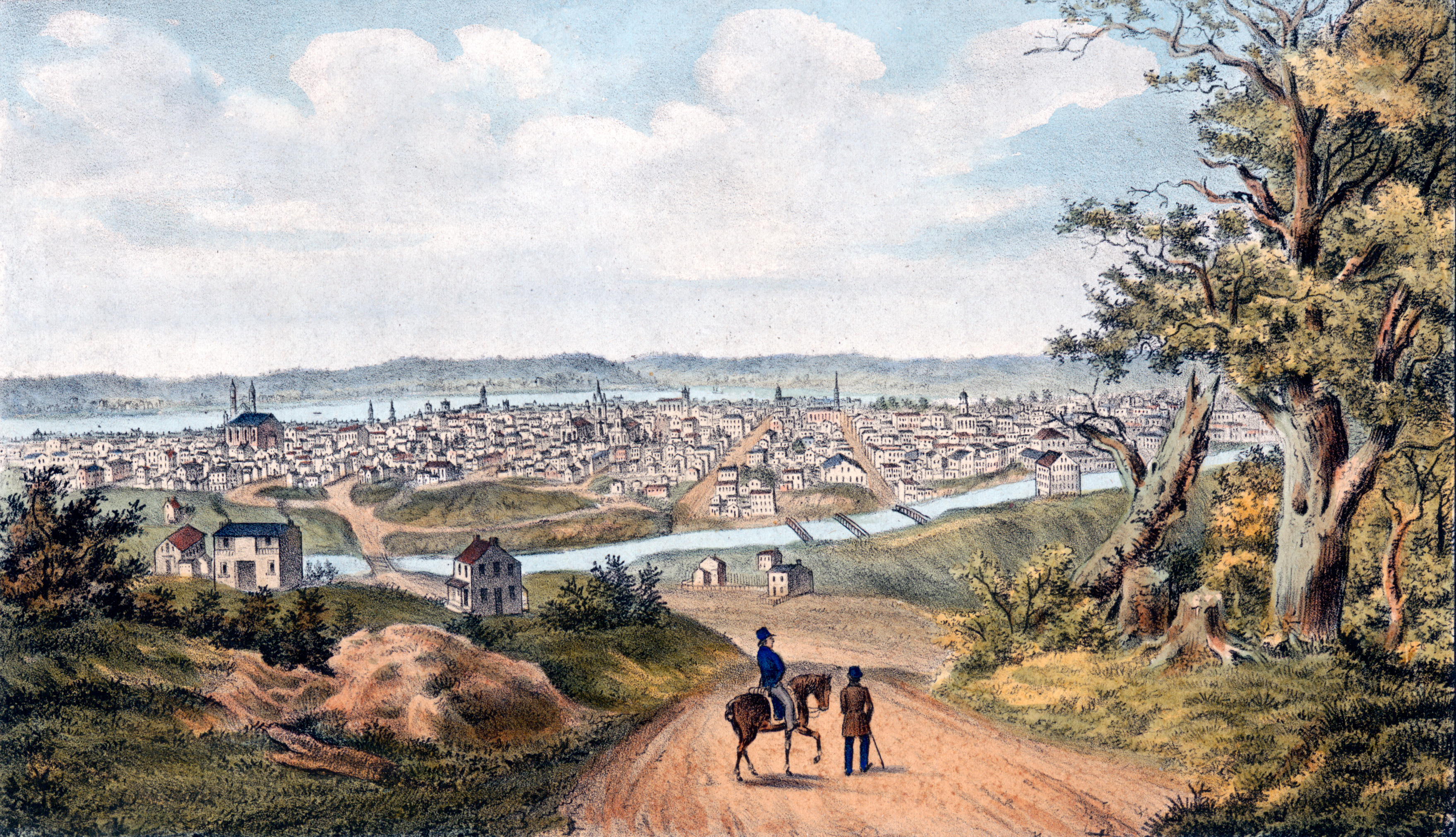
シンシナティ遠景（1841年）。手前はマイアミ・エリー運河、奥はオハイオ川。

初期のシンシナティは食肉加工で特に豚肉加工の中心地として発展し、ポークポリス（豚肉の都）と呼ばれた。また、オハイオ川の河港であったシンシナティは19世紀前半から蒸気船が寄港する水上交通の拠点及び蒸気船製造の拠点として発展し、1825年に建設の始まったマイアミ・エリー運河がその成長を促した。マイアミ・エリー運河はオハイオ川の支流であるグレートマイアミ川を起点に北進し、1827年に北郊のミドルタウンまで開通し供用開始、その後1830年にデイトンまで、そして1840年にはエリー湖岸のトレドまで延伸した。加えて陸上においても、1836年にリトル・マイアミ鉄道の建設が認可され.、1846年にスプリングフィールドまで全通し、1849年にはスプリングフィールドまで開通したマッド・リバー・アンド・レイク・エリー鉄道と接続して、エリー湖のサンダスキー湾の湖港へとつながった。1853年にはリトル・マイアミ鉄道の途中駅ゼニアでコロンバス・アンド・ゼニア鉄道と接続して、州都コロンバスへと至る鉄道交通も確立された。商業も早い時期から発展し、街にはオハイオ川を下ってさらに西を目指す入植者の需要に応えるようにホテル・レストラン・酒場が建ち並び、1837年にはプロクター・アンド・ギャンブルが創立した。市のこうした急成長の最中、シンシナティの住民は市をクイーン・シティ（女王都市）と呼ぶようになった。1850年にはシンシナティは115,435人の人口を抱え、ニューヨーク（515,547人）、ボルチモア（169,054人）、ボストン（136,881人）、フィラデルフィア（121,376人）、ニューオーリンズ（116,375人）に次ぐ全米第6の都市に成長していた。

### 南北戦争

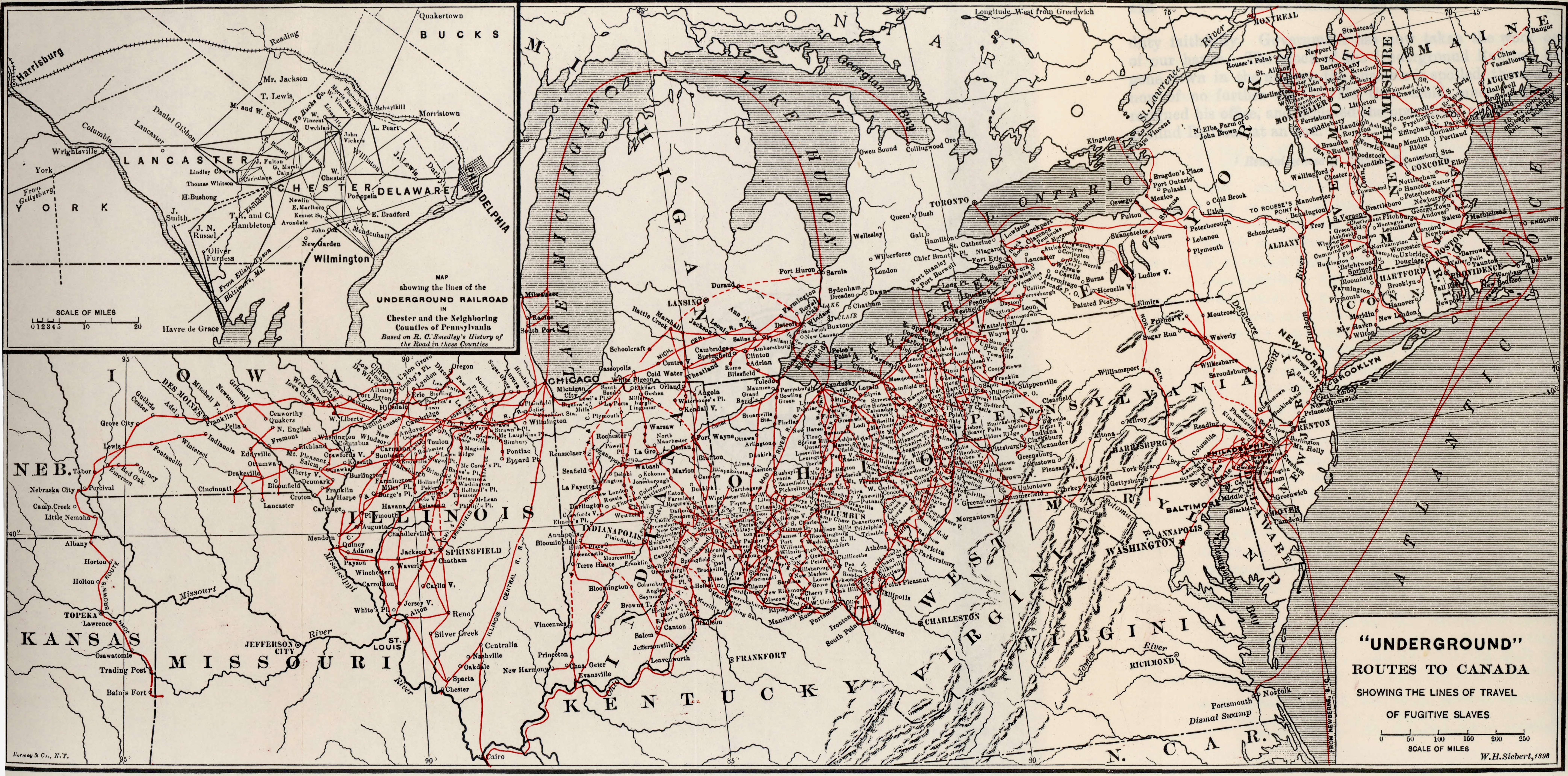
地下鉄道の経路図（1830-65年）

南北戦争前夜にはオハイオ川1本隔てた対岸は南部の奴隷州という立地から、シンシナティは自由を求めてオハイオ川を渡った逃亡奴隷をさらに北へと逃がす地下鉄道の重要な拠点、そして奴隷制廃止運動の中心地となった。ハリエット・ビーチャー・ストウはシンシナティに住んでいた間に逃亡奴隷に会い、その話を基にして「アンクル・トムの小屋」を書き上げた。リーヴァイ・コッフィンは1847年にインディアナ州からシンシナティに移り、ここを奴隷制廃止活動の拠点とした。
しかしそれと同時に逃亡奴隷を捕捉して南部へ送り返そうとする者や、奴隷制廃止に反対の立場を取る者もまた多くいた。またこの時期のシンシナティの地域経済自体が、奴隷州との通商に大きく支えられていた。こうした背景から、19世紀中盤のシンシナティではしばしば人種がらみの暴動が起きた。1829年には、奴隷制廃止反対派が市内の黒人を攻撃し、暴動となった。この結1,200人の黒人が街を離れ、カナダに避難した。この暴動と避難は全米で議論を呼び、1830年にフィラデルフィアで第1回黒人会議が開かれるに至った。1836年には700人の奴隷制廃止反対派が群れを成して黒人居住地区に攻撃を仕掛け、また奴隷制廃止派の週刊誌であるザ・フィランソロピスト誌の本社を破壊した。同種の暴動は1841年にも起きた。1850年に逃亡奴隷法が成立すると、そうした緊張はさらに高まった。 
南北戦争中にはシンシナティはその地理的条件から、北軍の重要な兵站拠点としての役割を果たすと共にオハイオ軍管区の司令部が置かれた。また、郊外には新兵の徴集・訓練・負傷兵の治療の拠点としてキャンプ・デニソンが設置された。その一方で、シンシナティは南軍にとっては格好の標的であった。1862年9月には、南軍のヘンリー・ヒース准将が約8,000の兵を率いてシンシナティに侵攻しようとした。しかし、北軍の少将ルー・ウォーレスが指揮する約25,000のオハイオ軍に加えて、デイビッド・トッド州知事の号令で集結した、スクワーレル・ハンターズ（リス猟師）と呼ばれた約60,000の民兵が街の守りに就き、ヒース隊を撤退させた。シンシナティの防衛成功により、ウォーレスは一躍、この地の英雄として讃えられた。

### 19世紀から現在

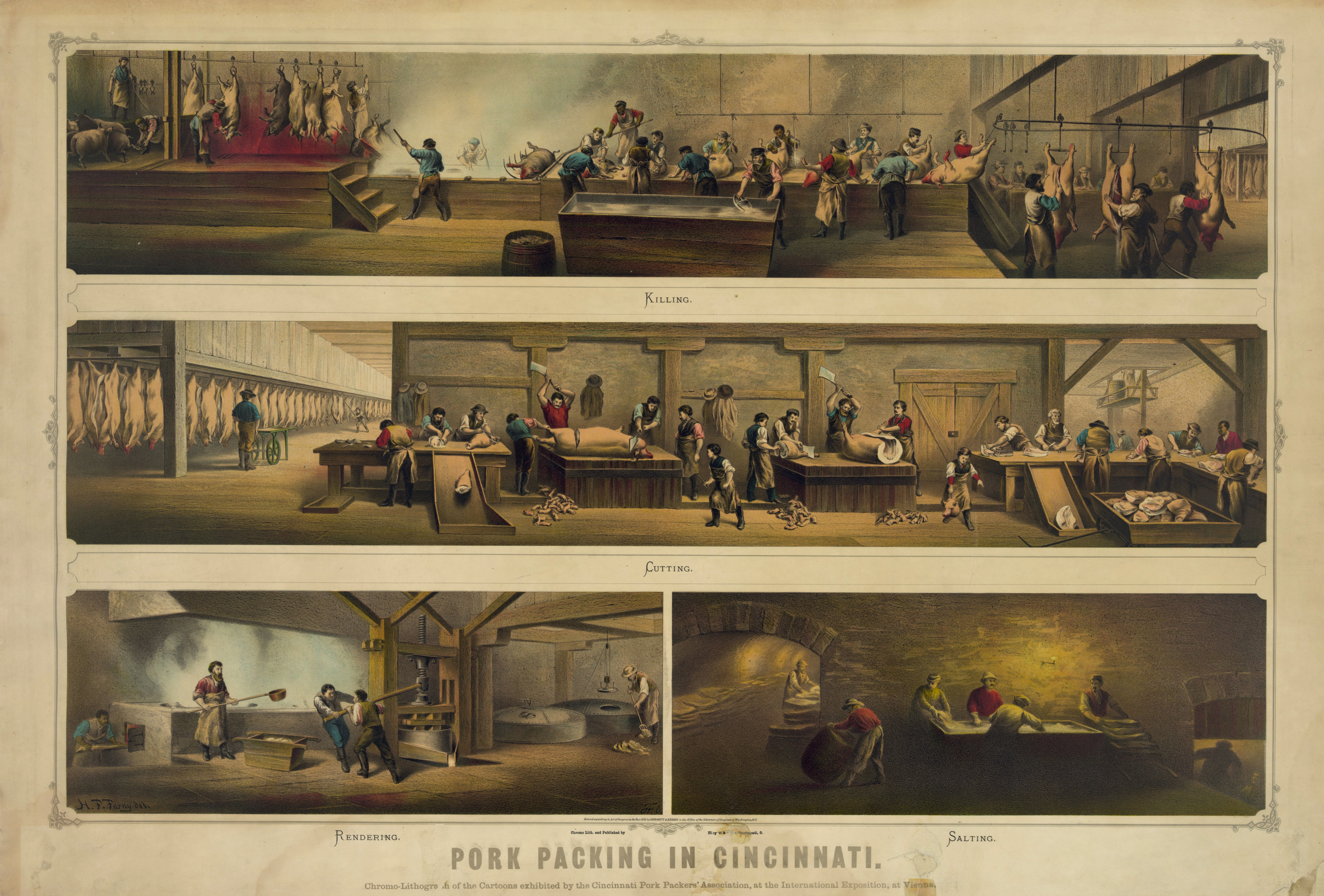
シンシナティの豚肉加工（1873年）

南北戦争が終わると蒸気船に代わって鉄道交通が目覚ましい成長を遂げたが、主要路線の多くは東部と北西部を結ぶものであった。シンシナティ市当局は工業化の進む中西部に南部の天然資源をもたらすのみならず、戦後復興の進む南部市場にアクセスする手段ともなる鉄道の必要性を認識し、1869年にシンシナティ・サザン鉄道を建設する法案を可決した。この鉄道は11年後の1880年に開通し、シンシナティとテネシー州チャタヌーガとが結ばれた。
19世紀後半のシンシナティでは食肉加工に加えて、製鉄・繊維・木材加工といった産業が発展した。また、1889年には、もともとは馬車であったストリートカーが電化された。しかし、この頃になると、大陸横断鉄道の連節点となったシカゴやセントルイスが急速な成長を遂げ、また州内でも製鉄をはじめとする重工業都市としてクリーブランドが台頭してきたこともあり、シンシナティは成長を続けながらもその相対的な地位を落とした。それでもなお、1900年に至るまで、シンシナティは全米10大都市の1つに名を連ねていた。1929年の世界恐慌の際には、シンシナティが受けた経済的打撃は、鉄道よりも安価であるという理由による河川交通の盛り返しで相殺され、結果として全米の他の大都市に比べると軽微なものにとどまった。

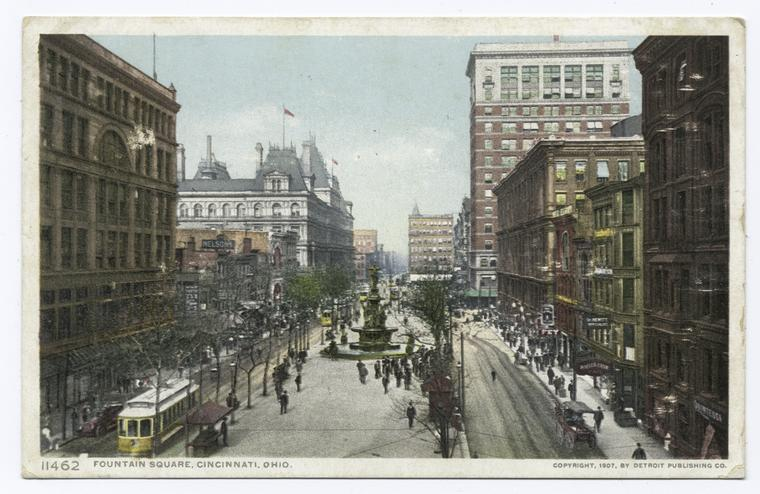
ファウンテン・スクエア（1907年）

20世紀に入るとシンシナティにも超高層ビルが建てられるようになった。1913年に完成したユニオン・セントラル・タワー（現在の名称はPNCタワー）は、31階建て、高さ151mで、当時としては世界で5番目に高いビルであった。1931年には、カリュー・タワーが、世界恐慌の影響で建設費削減のためのデザイン変更を余儀なくされながらも完成した。シンシナティの人口は20世紀に入っても中盤まで緩やかではあるものの増え続け、1950年には人口50万3998人でピークに達した。しかし、それ以降は全米の特に東部・中西部の他の多くの大都市と同様に高速道路網の発達による郊外への人口流出などの要因によって、シンシナティの人口は減少に転じた。
1970年代以降シンシナティはダウンタウンを活性化する試みを行ってきた。1971年には天候や路上の交通渋滞を気にせずにダウンタウン内を行き来できるよう、ダウンタウンの中心、ファウンテン・スクエアと、その3ブロック西のコンベンションセンターとを結ぶスカイウォークが設置された。このスカイウォークは1970-80年代にかけて立て続けに延伸され、1997年に全長2.1キロメートルが完成した。しかし2000年代に入ると、スカイウォークの存在によって地上を行き来する歩行者が減り、ダウンタウンの活性化の妨げになっているという指摘がなされるようになり、経路途中のビルや施設の取り壊しや改修もあいまって、スカイウォークの一部が取り壊されていき、途切れるようになった。2003年には、ダウンタウンやその北に隣接するオーバー・ザ・ライン地区の再生をミッションとする、シンシナティ都心開発公社（3CDC）が設立された。

## 地理
シンシナティは北緯39度6分6秒 西経84度30分45秒 / 北緯39.10167度 西経84.51250度に位置している。州都コロンバスからは南西へ約170キロメートル、インディアナポリスからは南東へ約180km、シカゴからは南東へ約470キロメートルに位置する。市はケンタッキー州との州境になっているオハイオ川に面しており、インディアナ州との州境からは東へ約35キロメートルである。
アメリカ合衆国国勢調査局によると、シンシナティ市は総面積206.01km2（79.54mi2）である。そのうち201.86km2（77.94mi2）が陸地で4.14km2（1.60mi2）が水域である。総面積の2.01%が水域となっている。都市圏はハミルトン郡を中心にオハイオ州南西部・ケンタッキー州北部・インディアナ州南東部の16郡にまたがり、その面積は11,794km2である。

### 地形

オハイオ州における地形区分

オハイオ州南西端・オハイオ川中流域の北岸に位置するシンシナティは、アメリカ合衆国における地域区分では中西部とされるが、地形区分的にはアップランドサウスの北縁とみなされ、ケンタッキー州北部と同様にブルーグラス地域に含められる。この地域は石灰岩性の地質で、なだらかな丘が連なり、オハイオ川をはじめとする河川が深さ120-150mにおよぶ谷を刻んでいる。シンシナティは中心部こそ、オハイオ川が形成した盆地状の谷間に広がっており、平坦であるものの、周縁の住宅地は丘陵地帯へと広がっており、起伏に富んでいる。また中心部のすぐ東側のマウント・アダムズ地区などでは、丘陵がオハイオ河岸のかなり近くまで迫っており、オハイオ川を見下ろす高台という立地になっている。市中心部の標高は168mであるが、周縁部の標高は概ね200-280m程度である。
こうした地形のため、市内の丘の斜面には400ヶ所もの市営の歩道階段があり、実用の他にジョギングやハイキングにも使われている。また、19世紀後半から20世紀中盤にかけては、シンシナティには5本のインクラインが運行されていた。

### 気候
シンシナティの気候は中西部としては温暖な部類に入り、夏は南部同様に暑く湿気が多いものの、同緯度の東海岸諸都市と比べると冬の寒さが厳しい、内陸性の気候である。最も暖かい7月の平均気温は24度、日中の最高気温の平均は30度に達する。最も寒い1月の平均気温は氷点下0.5度、最低気温の平均は氷点下5度まで下がる。1年を通じて平均的に降水があり、降水量は月間約70-110mm、年間約1,060mmである。また、州北部・エリー湖岸のクリーブランド等と比べるとかなり少ないものの、冬季には降雪も見られる。12月から3月までの降雪量は月間5-12cm程度、ひと冬では約37.5cmである。ケッペンの気候区分では、シンシナティは温暖湿潤気候（Cfa）に属する。
|               | 1月  | 2月  | 3月  | 4月  | 5月   | 6月  | 7月   | 8月  | 9月  | 10月 | 11月 | 12月 | 年      |
| ------------- | ---- | ---- | ---- | ---- | ----- | ---- | ----- | ---- | ---- | ---- | ---- | ---- | ------- |
| 平均気温（℃） | -0.5 | 1.4  | 6.4  | 12.5 | 17.7  | 22.4 | 24.6  | 23.7 | 19.9 | 13.5 | 7.3  | 1.7  | 12.6    |
| 降水量（mm）  | 81.3 | 63.5 | 99.1 | 91.4 | 114.3 | 99.1 | 104.1 | 91.4 | 81.3 | 68.6 | 83.8 | 78.7 | 1,056.6 |

### 都市概観と建築物

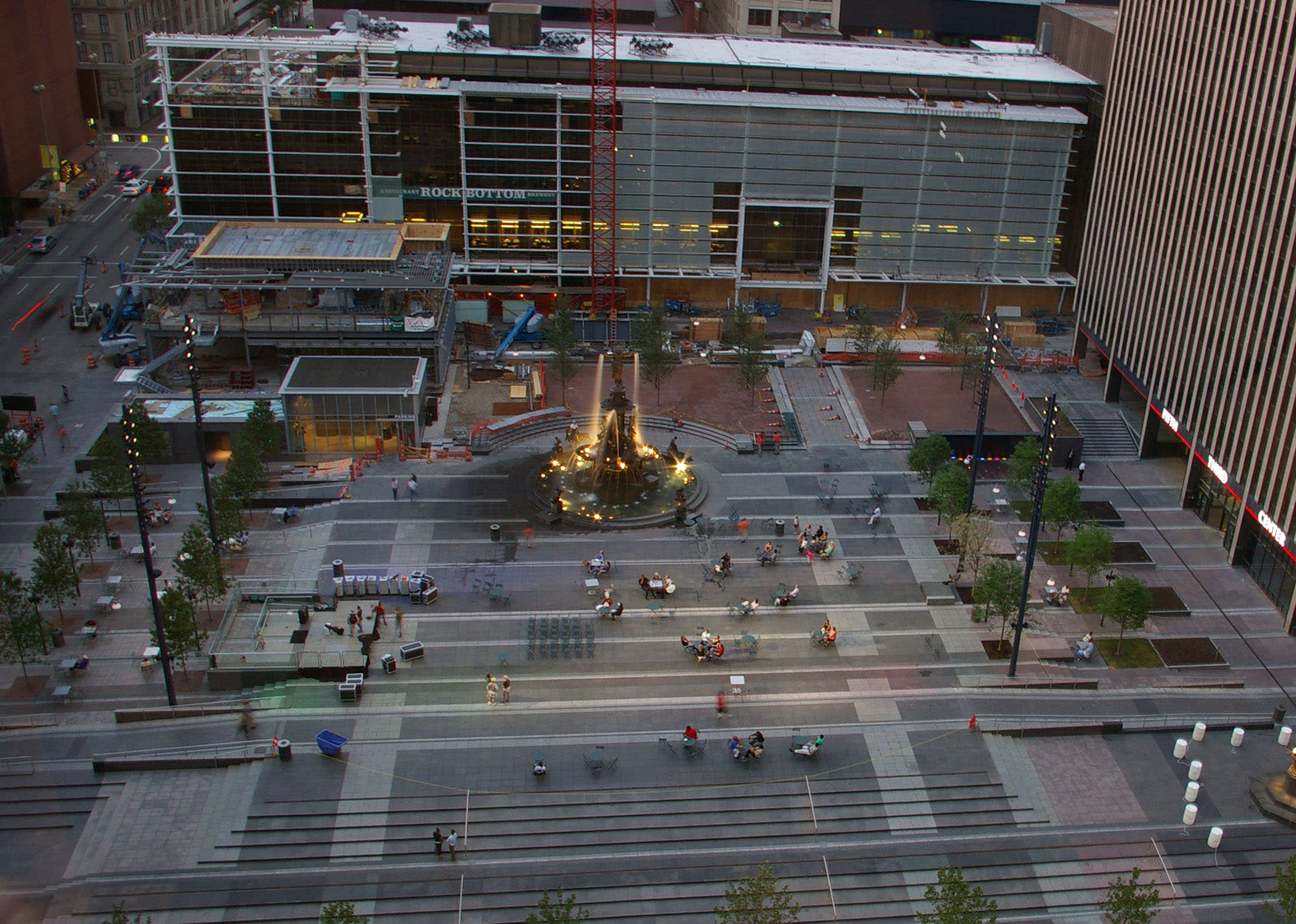
ファウンテン・スクエア

シンシナティの街路はダウンタウンでこそ比較的整然と区画されているものの、周縁部では起伏に富んだ地形のために入り組んでいる。東西に通る通りはバイン・ストリートを境にE（東）とW（西）に分かれている。一方、南北に通る通りには南と北の区別は無い。東西に通る通りには、数字のついた通りがいくつかあり、オハイオ川から離れるほど数字が大きくなる。
ダウンタウンの中心となっているのは、バイン・ストリート、5thストリート、フィフス・サード・センター、およびフィフス・サード・タワーに囲まれた、ファウンテン・スクエアという広場である。この広場は、1871年に食肉市場の跡地に造られたもので、2005年にダウンタウン再開発の一環として、3CDCによって大規模な改修が行われた。その名が示す通り、ファウンテン・スクエアの中央にはタイラー・デイビッドソン・ファウンテンという噴水が設けられている。この噴水の池は緑色の御影石造で、To the People of Cincinnati（シンシナティ市民へ）と彫られている。Genius of Waterと名付けられている、この噴水の中央に立つ、両腕を広げた女神の銅像は、ミュンヘンの彫刻家フェルディナンド・フライハー・フォン・ミラーの手によるものである。また、冬季には、タイラー・デイビッドソン・ファウンテンの前（5thストリート側）にスケートリンクが設けられる。
| 左: カリュー・タワー右: グレート・アメリカン・タワー・アット・クイーン・シティ・スクエア  |  | 左: カリュー・タワー右: グレート・アメリカン・タワー・アット・クイーン・シティ・スクエア |
| 左: カリュー・タワー 右: グレート・アメリカン・タワー・アット・クイーン・シティ・スクエア |  |                                                                                          |

シンシナティで最も高い建物は、ダウンタウンの南東端、シカモア・ストリートと3rdストリートの北東角に建つ、41階建て、高さ203mのグレート・アメリカン・タワー・アット・クイーン・シティ・スクエアである。2011年に完成したこの超高層ビルは小圃千浦の息子で、日系アメリカ人建築家のギョウ・オバタが設計したもので、ダイアナのティアラから着想を得た、市の愛称であるQueen Cityにもちなんだティアラが屋上に被せられていることが特徴である。このティアラは鋼鉄の管でできており、高さ40m、重さは400tである。このグレート・アメリカン・タワー・アット・クイーン・シティ・スクエアに次いで高いビルが、ファウンテン・スクエアの南西に隣接するブロックに建ち、シンシナティのシンボルともなっている、49階建て、高さ175mのカリュー・タワーである。当時流行のアール・デコ様式で建てられたこのビルは、グレート・アメリカン・タワー・アット・クイーン・シティ・スクエアが完成するまで80年にわたって、シンシナティで最も高いビルであった。カリュー・タワーは1982年に国家歴史登録財に、また1994年には国定歴史建造物にそれぞれ登録された。
ダウンタウンの北に隣接するオーバー・ザ・ライン地区は、シンシナティ最古、かつ最大の歴史地区で、1842年にカトリックのシンシナティ大司教区内の教区教会の1つであるオールド・セント・メアリーズ教会が建てられて以来の歴史を持っている。362.5エーカー（1.47km2）の地区内にはギリシアリバイバル、イタリアネイト、クイーン・アンなどの建築様式の歴史的建築物約1,100棟が残されている。オーバー・ザ・ライン地区は、1983年に地区全体が国家歴史登録財に登録された。

## 政治

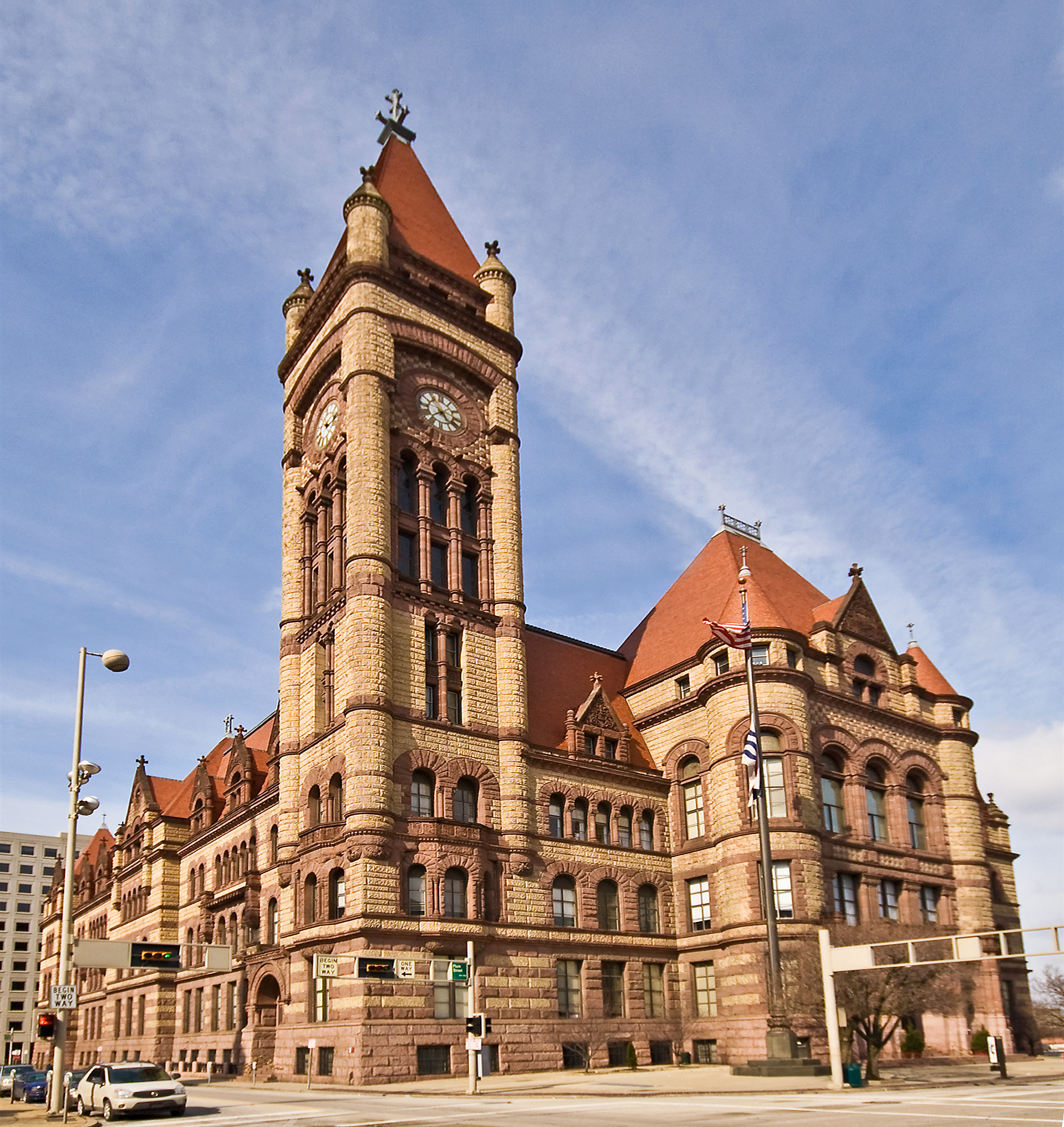
シンシナティ市庁舎

シンシナティはシティー・マネージャー制を採っている。シティー・マネージャーは市の行政実務の最高責任者であり、約6,300人の職員を抱える市政府の長である。市の立法機関である市議会は9人の議員から成っており、その任期は4年で、連続2選までに制限されている。市長は市の公式な長であり、様々な場で市の代表としての役割を果たす。市議会においては、市長はその全会議に出席し、かつ特別会議を招集することもできるが、投票権は有さず、拒否権を有している。また、市長は市議員の中から、副市長や市議会議長を任命する。市長はシティー・マネージャーの任命権限も有しているが、任命したシティー・マネージャー候補者が実際に選出されるためには、過半数にあたる5人の市議員の賛成を得る必要がある。市議会議員は全市からの投票で、上位9人が選出される。市長は市議会議員とは別に、全市からの投票で選出される。
シンシナティの市政選挙が現在の形になるまでには紆余曲折があった。1924年までは、シンシナティ市議会は選挙区制が採られていた。しかし、1880年代から1920年代にかけて、共和党のマシーンで、地元政界のボスであったジョージ・B・コックスの下、市議会は選挙区制によって共和党1党で占められ、腐敗の温床になっていた。そこで1924年に、別の共和党員マレー・シーズングッドが中心となって市政改革が行われ、選挙区を廃して全市からの投票に移行するとともに、シティー・マネージャー制を導入した。1924年から1957年までは、市議員は比例代表制で選出されていたが、1957年からは、上位9候補が選出される方式に改められた。この当時、市長は市議会によって選出されていたが、1987年にトップ当選者が自動的に市長に選出されるように改められ、その後1999年に、市議員とは別に選出されるように改められた。

## 治安

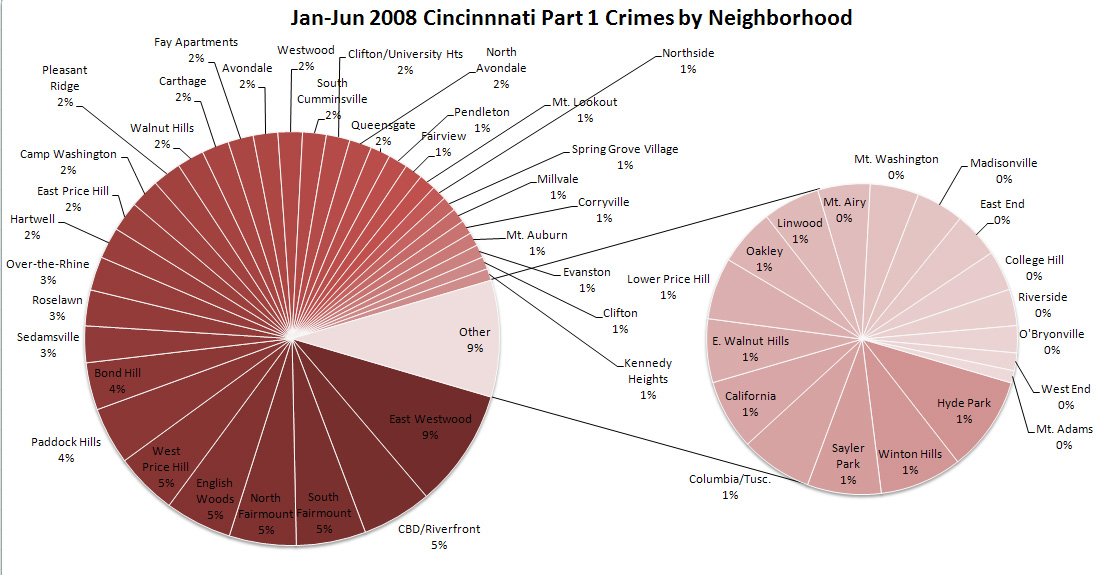
シンシナティの地区ごとの凶悪犯罪件数の割合（2008年）

シンシナティ消防局は1853年、全米で初めて創設された、満額支給の職業消防局である。同局は市内26ヶ所に、市全域をカバーできるように消防署を配置し、消火、救急隊、二次救命処置、放火捜査、防火、および危険物事故処理を行っている。
シンシナティ市警察は約1,000人の警察官、および125人の文官を抱えており、巡回、捜査、およびサポートの3部隊に分かれている。
シンシナティの犯罪件数は2001年の暴動で急増した後、年を経るごとに減少傾向にはあるものの、治安は良いほうであるとは言えない。CQプレス社傘下、モーガン・クイットノーによる調査では、シンシナティはたびたび「全米の危険な都市」ワースト25に入る。同社の2013年の調査では、シンシナティは全米で20番目に危険な都市であると報じられた。殺人の発生率が高く、人口100,000人あたりの年間発生件数は20件前後で推移している。前述のモーガン・クイットノーの調査の基となった、連邦捜査局（FBI）の2011年のデータでは、人口100,000人あたり20.5件で、全米平均（人口100,000人あたり4.7件）の4倍を超える高い値である。州内の他の主要都市と比べると、シンシナティの治安はクリーブランドよりはかなり良く、コロンバスよりは悪い。
しかし、全米の多くの都市同様に、犯罪件数の多い地域は限られている。シンシナティでは、ダウンタウン、およびその北西に位置するイースト・ウェストウッド、サウス・フェアマウント、ノース・フェアマウント、イングリッシュ・ウッズの各地区が犯罪多発地区となっており、これら5地区だけで全市の3割を占めている。このうち、ダウンタウンを除いた市中西部の4地区に共通しているのは、低所得者層向けのセクション8と呼ばれる集合住宅が建ち並ぶなど、住民の所得水準が低いことである。2000年代中盤までは、オーバー・ザ・ライン地区は麻薬がらみの暴力犯罪が頻発する、全市最悪の犯罪多発地区であったが、その後は市警察と3CDC協同の再開発の成功により、同地区における犯罪は激減した。
2017年3月26日、市内のナイトクラブで銃乱射事件が発生。1人が死亡し15人が負傷した。同店では2015年にも2件の銃乱射事件が発生していた。

## 経済

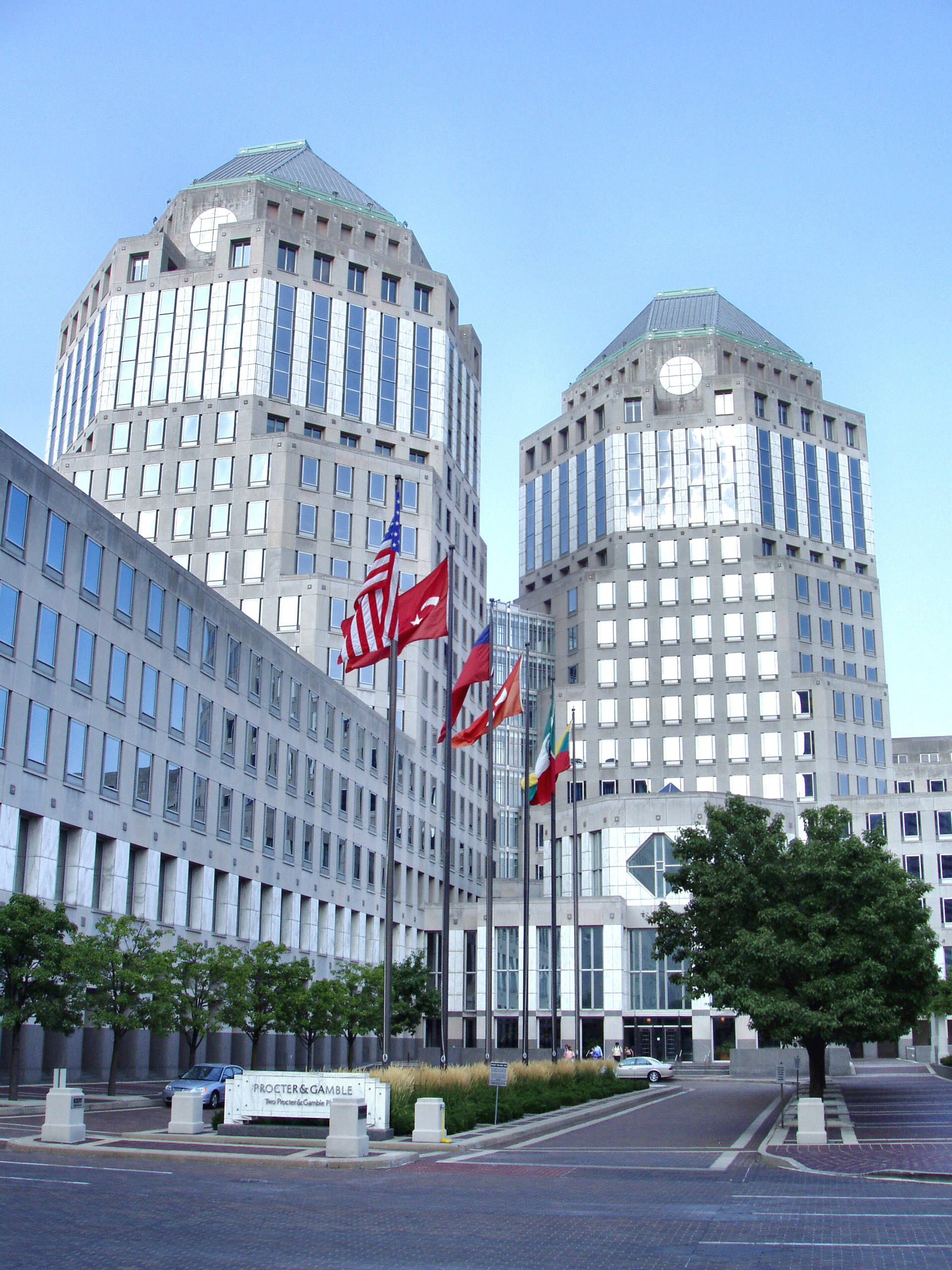
プロクター・アンド・ギャンブル本社

シンシナティ市内には、アメリカ合衆国内34州に2,600店舗以上を有する、世界最大のスーパーマーケットチェーンであるクローガーや、世界180ヶ国以上で製品を販売する一般消費財製造・商社であるプロクター・アンド・ギャンブルをはじめ、フォーチュン500に入る企業が5社本社を置いている。また、オハイオ州を代表する銀行の1つであるフィフス・サード銀行（英語版）は、ファウンテン・スクエアの隣に本社ビルを構えている。また、シンシナティにはクリーブランド連邦準備銀行の支店も置かれている。
加えて、ケンタッキー州側のコビントンには、石油化学をはじめとする総合化学グループのアシュランドが、またハイランドハイツには電気・通信ケーブルの製造を行うゼネラル・ケーブルがそれぞれ本社を置いている。また、シンシナティ・ノーザンケンタッキー国際空港に程近いアーランガーには、トヨタ自動車の在米子会社であるトヨタ・モーター・エンジニアリング・アンド・マニュファクチャリング・ノース・アメリカが本社を置いている。
| シンシナティ都市圏に本社を置くフォーチュン500企業 | シンシナティ都市圏に本社を置くフォーチュン500企業 | シンシナティ都市圏に本社を置くフォーチュン500企業 | シンシナティ都市圏に本社を置くフォーチュン500企業 |
| 順位                                              | 企業名                                            | 業種                                              | 本社所在地                                        |
| ------------------------------------------------- | ------------------------------------------------- | ------------------------------------------------- | ------------------------------------------------- |
| 24                                                | クローガー                                        | 小売                                              | シンシナティ                                      |
| 31                                                | プロクター・アンド・ギャンブル                    | 一般消費財                                        | シンシナティ                                      |
| 107                                               | メイシーズ                                        | 小売                                              | シンシナティ                                      |
| 344                                               | アシュランド                                      | 化学                                              | コビントン                                        |
| 361                                               | フィフス・サード・バンコープ                      | 銀行                                              | シンシナティ                                      |
| 405                                               | ゼネラル・ケーブル                                | 電線                                              | ハイランドハイツ                                  |
| 415                                               | オムニケア                                        | 医薬品                                            | シンシナティ                                      |

## 交通

### 空港
シンシナティの玄関口となる商業空港は、ダウンタウンの南西約15km、ケンタッキー州ヘブロンCDPに立地するシンシナティ・ノーザンケンタッキー国際空港（IATA: CVG）である。3,100haの広大な敷地を有し、直行便がパリのシャルル・ド・ゴール空港を含め、国内外40都市に就航しているほか、航空貨物のアマゾン・エアの中枢機能が立地している。加えて、同空港はDHLが世界でわずか3港だけ置いている「スーパーハブ」のうちの1港であり、旅客のみならず物流においても、重要度の高い空港となっている。

### 鉄道

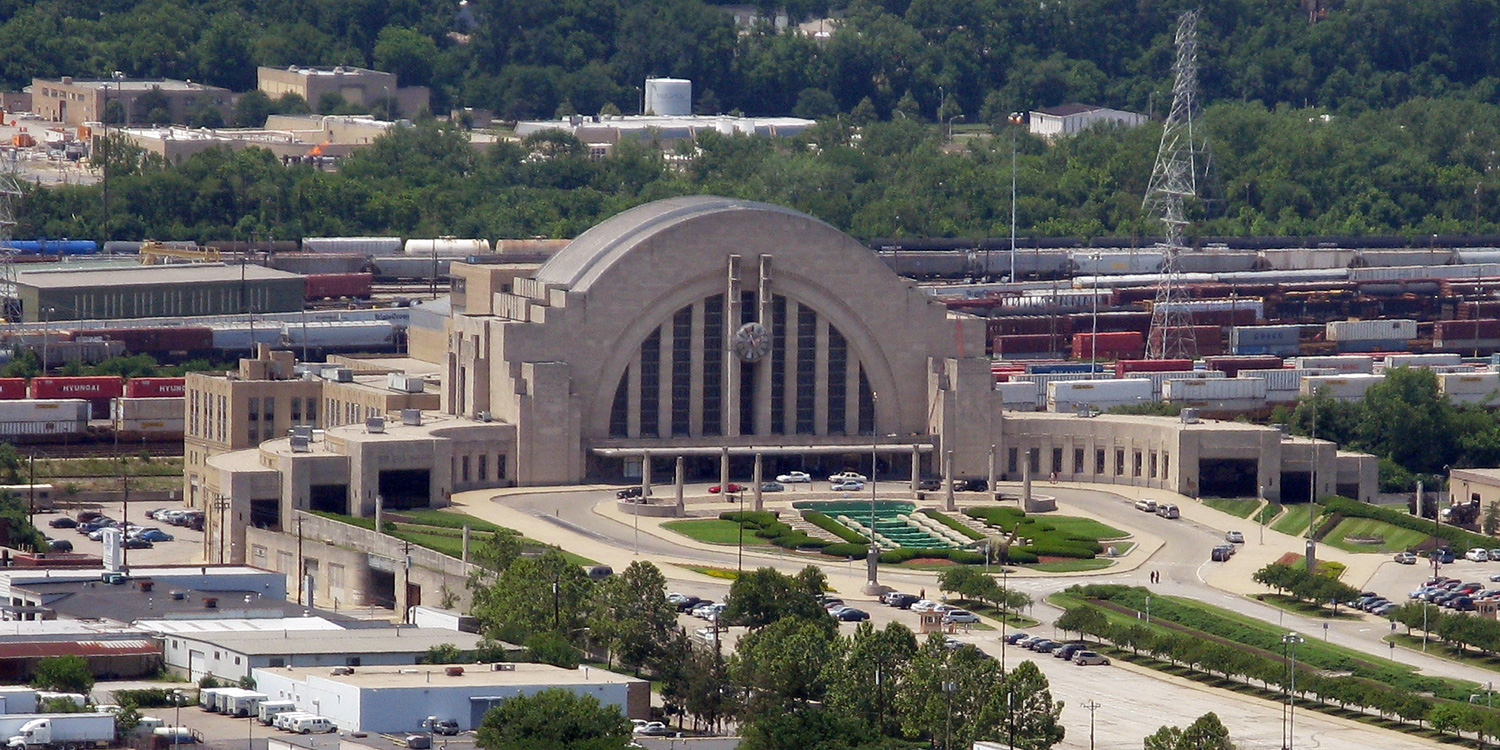
シンシナティ・ユニオン・ターミナル

シンシナティ・ユニオン・ターミナルはダウンタウンの北西に立地している。このアール・デコ様式の駅舎は1933年に建てられたもので、1972年には国家歴史登録財に指定された。この駅には、かつてはボルチモア・アンド・オハイオ鉄道、ニューヨーク・セントラル鉄道、およびペンシルバニア鉄道が乗り入れ、最盛期には1日200本以上の列車が発着していたが、1950年代から1960年代にかけての鉄道交通の衰退の後、1972年に使われなくなった。その後、駅は1990年に改修されて復活し、現在はニューヨークとシカゴを南回りで結ぶアムトラックの夜行長距離列車、カーディナル号が西行、東行とも週3便ずつ停車する。
なお1920年代に地下鉄計画が持ち上がったものの、資金不足により建設途中で放棄されている。

### バス
グレイハウンドのターミナルはダウンタウンの北東から近郊のアーリントンハイツに移動したが、周囲に路線バスがなく、ターミナルからの移動には別手段が必要である。アーリントンハイツの乗り場以外では、シンシナティ地域には2か所乗り場があり、それぞれシンシナティ大学の乗り場と郊外のバタビアの町にあるガソリンスタンド、Marathonである。
同じバス停から、オハイオを含め７つの近隣州間を運行しているBarons Busや、オハイオ州内に限定して運行しているGo Busのバスも発着する。
グレイハウンドではコロンバス・クリーブランド方面、ルイビル・ナッシュビル方面、インディアナポリス・シカゴ方面、デイトン・トレド・デトロイト方面、レキシントン・ノックスビル方面と、多くの方面へ移動できる。

### 公共交通
シンシナティにおける公共交通は専ら路線バスによってまかなわれている。南西オハイオ地域交通局（SORTA）の路線バス網であるMETROは普通30系統、急行19系統を有し、主にシンシナティ市内及びハミルトン郡内をカバーしている。ケンタッキー州側では、北部ケンタッキー交通局（TANK）がコビントンを中心に普通12系統、急行15系統の路線バス網を運営している。また、ハミルトン郡の東隣、クラーモント郡のクラーモント交通コネクション（CTC）の急行バス2系統も、シンシナティのダウンタウンへと通じている。また、ダウンタウンおよびオーバー・ザ・ライン地区では、2016年9月に全長5.8kmのストリートカー、The Connectorの営業運転が開始した。

### 道路

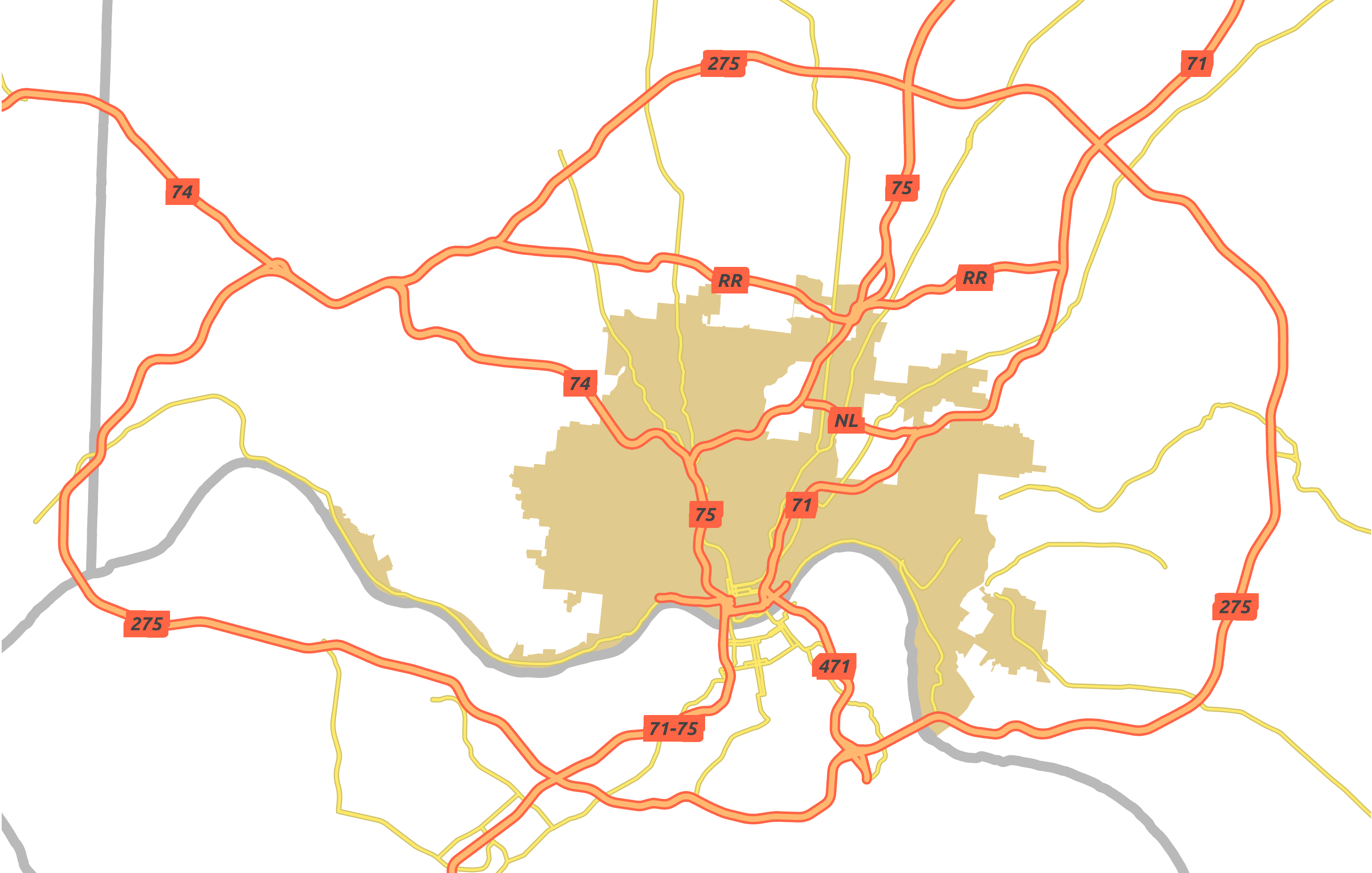
シンシナティの高速道路網

シンシナティではI-71、I-74、およびI-75の3本の州間高速道路が交わる。I-71はルイビルとクリーブランドを結ぶ高速道路で、州間高速道路としては短いものの、オハイオ州内においてはシンシナティからコロンバス、クリーブランドへと、州の3大都市を結ぶ、最も重要な道路である。I-74はシンシナティを南の起点/終点とし、インディアナポリスやイリノイ州アーバナ・シャンペーンを経由してアイオワ州東部のダベンポートへと至る高速道路である。I-75はミシガン州とフロリダ州を結ぶ、南北の幹線の1つで、オハイオ州内ではシンシナティ、デイトン、トレドと、州西部の主要都市を結んでいる。I-75の支線であるI-275は、シンシナティ都市圏の環状線で、シンシナティ・ノーザンケンタッキー国際空港へのアクセス道路にもなっている。I-71の支線であるI-471は、ダウンタウンから南東への放射線となっており、ケンタッキー州ハイランドハイツでI-275に合流する。また、市北東部にはI-75とI-71をつなぐノーウッド・ラテラル・エクスプレスウェイ（州道562号線）が、北郊にはI-275・I-75・I-71をつなぐロナルド・レーガン・クロス・カウンティ・ハイウェイ（州道126号線）がそれぞれ通っており、シンシナティの高速道路網の一部をなしている。

## 教育

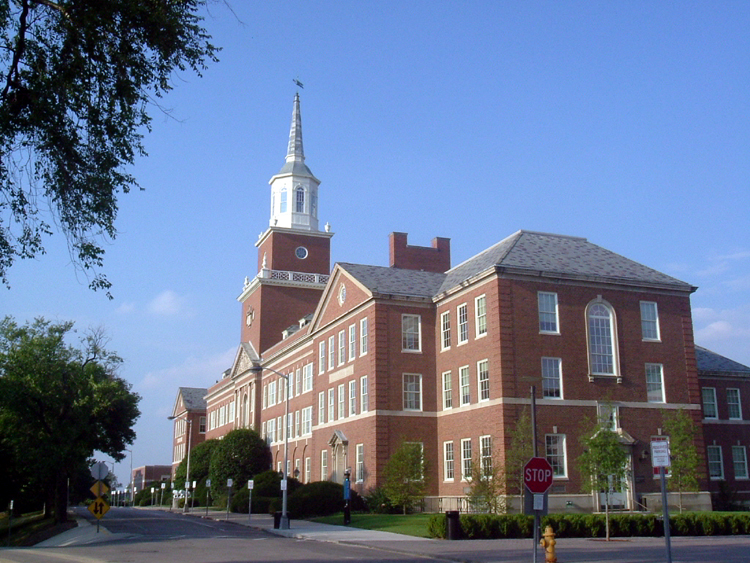
シンシナティ大学

シンシナティ大学はダウンタウンの北約4km、クリフトン・ハイツ/ユニバーシティ・ハイツ/フェアビュー地区に194エーカー（785,000m2）のアップタウン・キャンパスを構えている。同学は1819年に創立したシンシナティ・カレッジおよびシンシナティ医学校を前身とする、市立大学として創立した大学で、1977年に州に完全移管され、オハイオ大学システムに組み入れられた。同学は11学部を有し、学部生約32,500人、大学院生約11,000人を抱え、学部および大学院修士課程に100以上、博士課程に70以上の専攻プログラムを提供している。同学はコーオプ教育発祥の大学であり、2014年においても、全米4位という評価を得ている。この他、同学は薬学や医学においても、全米50位以内に入る高い評価を得ている。USニューズ&ワールド・レポート誌の大学ランキングでは、同学は全米の総合大学の中で150位以内に入る評価を受けている。また、同学のスポーツチーム、ベアキャッツはNCAAディビジョンI（フットボールはFBS/旧I-A）のアメリカン・アスレチック・カンファレンスに所属しており、男子8種目、女子9種目で競っている。

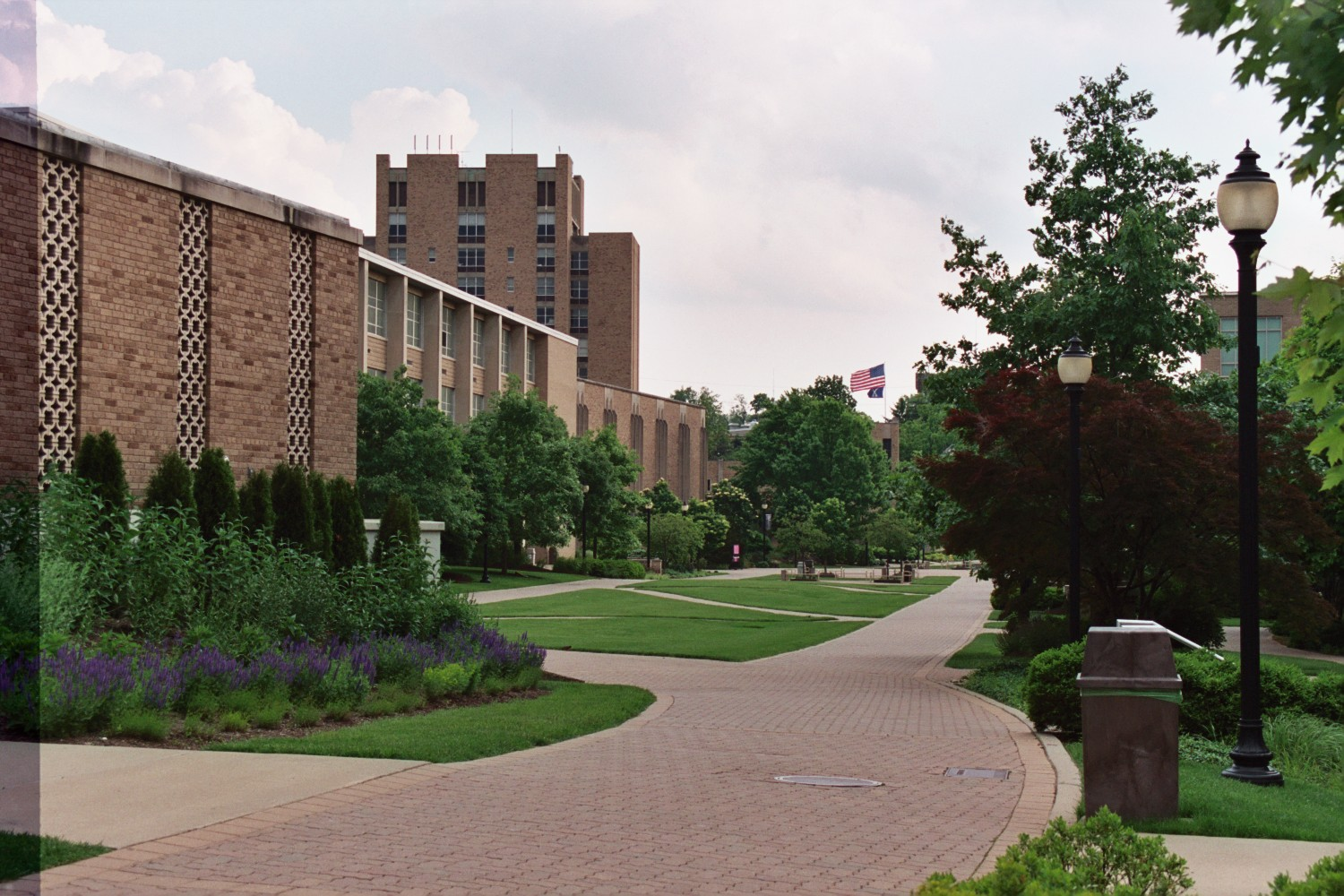
ザビエル大学

ザビエル大学（英語版)はダウンタウンの北東約8km、ノース・エイボンデール地区に190エーカー（769,000m2）のキャンパスを構える。同学は1831年に創立した、校名にフランシスコ・ザビエルの名を冠することからも判るように、カトリックのイエズス会系の私立大学で、日本のイエズス会系私立大学である上智大学と交換留学提携を結んでいる。同学は教養学部を中心に、経営学部と社会・保健・教育学部の3学部を有し、90の専攻プログラムと55の副専攻プログラムを提供しており、学生対教授の比は12:1という少人数制の教育を行っている。同学は学部に約4,500人、大学院に約2,000人の学生を抱えている。USニューズ&ワールド・レポート誌の大学ランキングでは、同学は中西部の「地方区の大学」の中で10位以内に入る評価を受けている。また、同学のスポーツチーム、マスケッティアーズはNCAAディビジョンI（フットボール無し）のビッグ・イースト・カンファレンスに所属しており、男子8種目、女子8種目で競っている。特に男子バスケットボールにおいては、同学と前述のシンシナティ大学とは「クロスタウン・シュートアウト」と呼ばれるライバル関係を築いている。
このほか、 北郊のオックスフォードには、USニューズ&ワールド・レポート誌において、全米で100位以内に入る評価を受けている、中規模州立総合大学のマイアミ大学が、またケンタッキー州側のハイランドハイツには、同州立の北ケンタッキー大学（英語版）が、それぞれキャンパスを置いている。

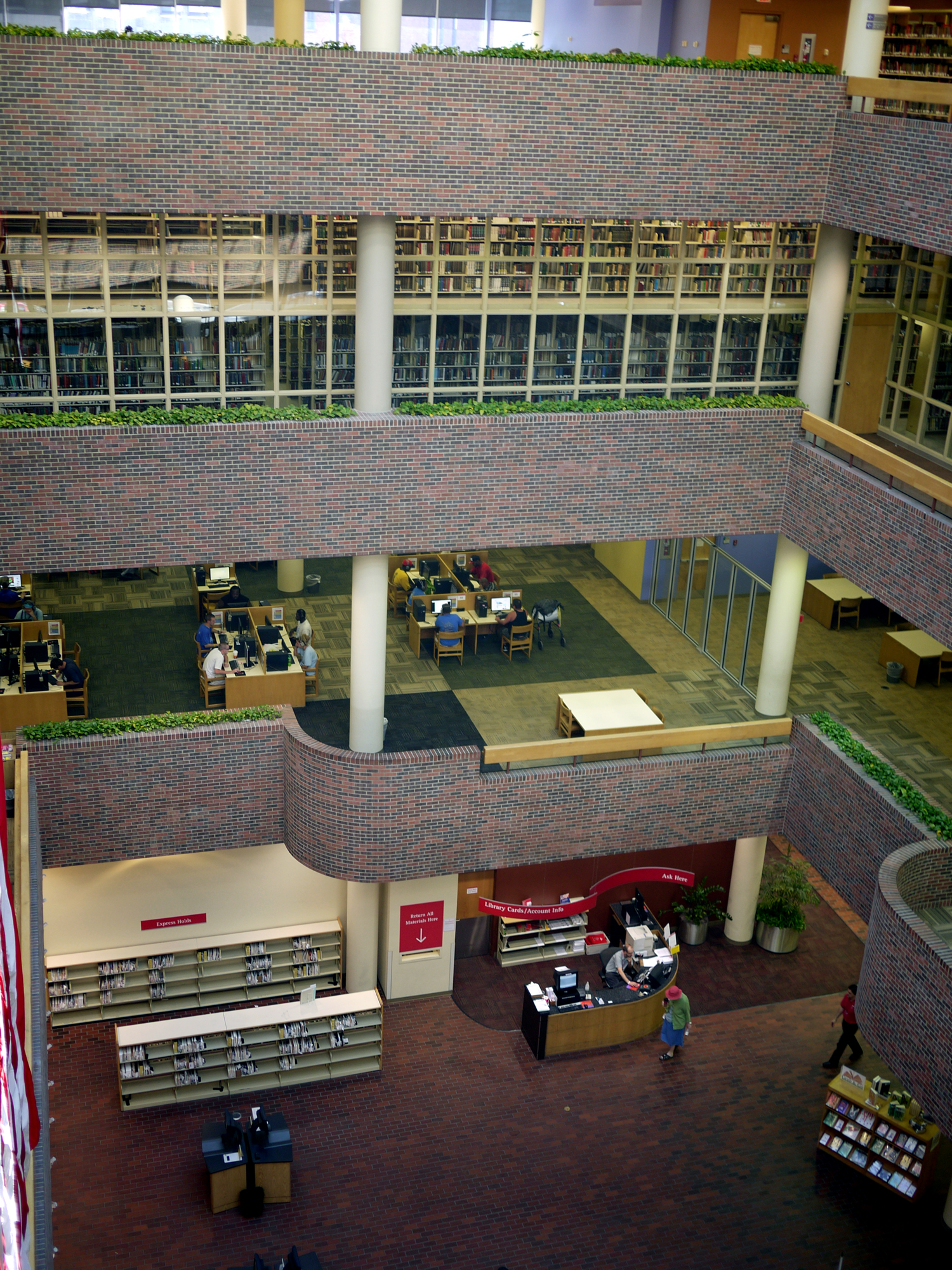
シンシナティ・ハミルトン郡公立図書館本館

シンシナティにおけるK-12課程は主にシンシナティ公立学区（CPS）の管轄下にある公立学校によって支えられている。同学区は小学校（幼稚園・1-6年生）39校、中高一貫校（7-12年生）12校、小中高一貫校4校を有し、約33,000人の児童・生徒を抱えている。また、カトリックのシンシナティ大司教区はシンシナティ市内に10校の高校（うち2校は男子校、4校は女子校）を有している。ハミルトン郡全体では、約1/4の児童・生徒が私立の学校に通っており、これは全米の人口上位100郡の中で、ミズーリ州セントルイス郡に次いで高い割合である。その一方で、公立学校に児童・生徒を通わせている家庭は貧しいことが多く、CPS管轄下では貧困家庭の児童・生徒が全体の7割以上を占める。またさらにその一方で、周縁部や郊外には、CPSとは別の学区に属する、優れた公立学校も多く、より良い教育環境を求めて都心部から周縁部や郊外への人口流出を招く一因ともなっている。
シンシナティの図書館システムはその蔵書数の多さにおいて、全米でも有数である。シンシナティ・ハミルトン郡公立図書館は約882万冊の蔵書数を誇り、公立図書館システムとしてはボストン公立図書館、ニューヨーク公立図書館に次いで全米第3位である。加えて、シンシナティ大学は約438万冊を所蔵しており、オハイオ州の大学としてはオハイオ州立大学（約616万冊）に次ぐ蔵書数を誇っている。

## 文化

### 名所・芸術と文化施設

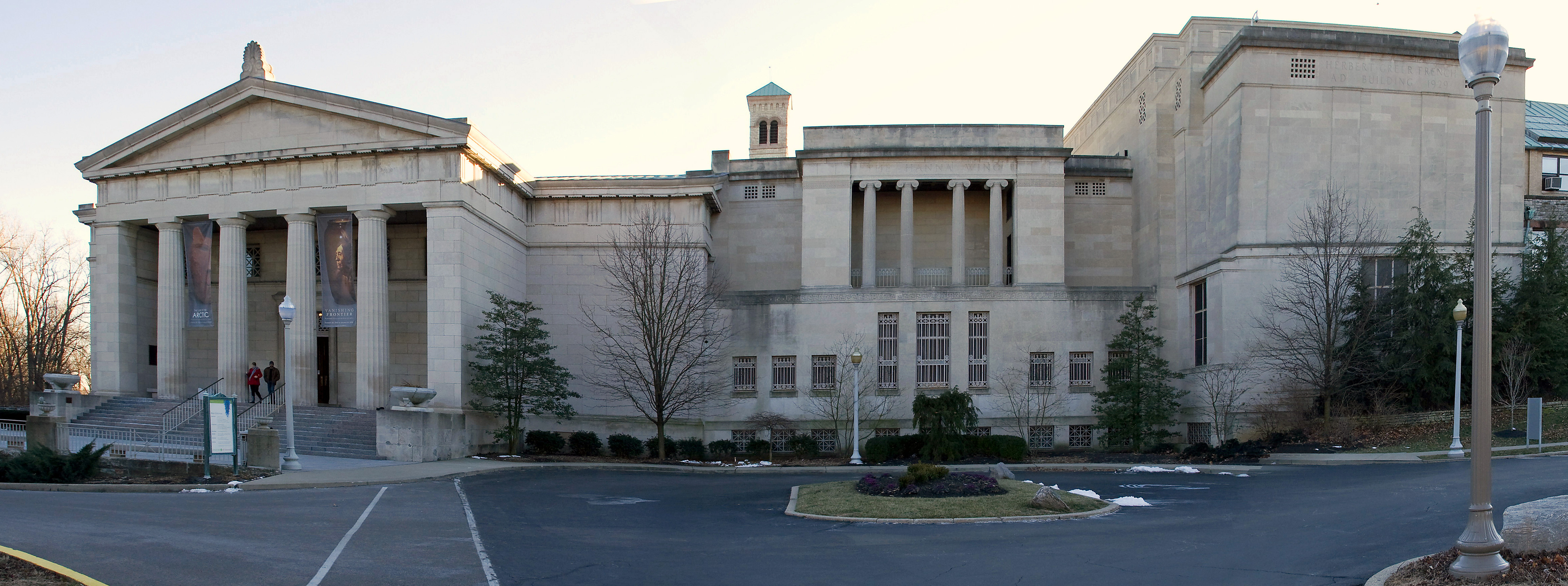
シンシナティ美術館

シンシナティ美術館はダウンタウンの東に隣接する丘の上、マウント・アダムズ地区に立地している。同館は、1876年のフィラデルフィア万国博覧会成功を受けてシンシナティに設立された女性美術館協会が1881年に設立し、1886年に開館したものである。同館のコレクションは古代エジプト・ギリシア・ローマから現代美術に至るまで6,000年におよび、地域的にもヨーロッパのみならず中近東・極東・アフリカ・南北アメリカをカバーし、ジャンルも絵画・彫刻・工芸・写真・織物と多岐にわたるもので、その数は65,000点を超える。

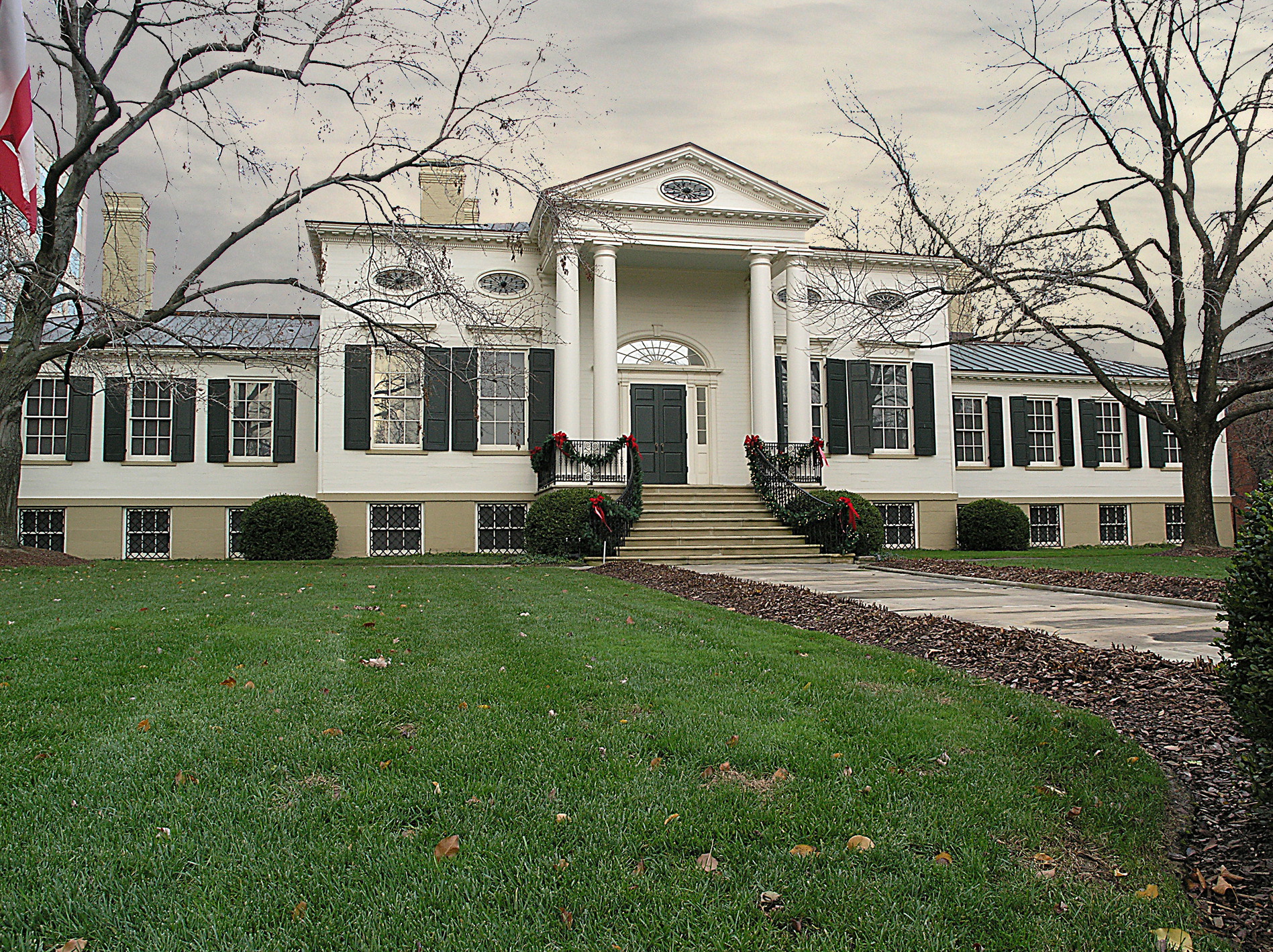
タフト美術館

ダウンタウンの東端、I-71とI-471のジャンクションの三角形内にはタフト美術館が立地している。このパラディアン建築様式の建物は、もともとは1820年に、シンシナティ市長も務めた実業家マーティン・バウムの邸宅として建てられたものであった。1873年から1929年にかけては、第27代大統領ウィリアム・タフトの異母兄で、オハイオ州選出の下院議員であったチャールズ・フェルプス・タフトとその妻アナが住んでいた。ウィリアムは1908年にこの邸宅のポルチコで大統領選挙出馬を受諾した。その後、1929年に夫妻の収集した絵画を一般市民に公開したのが始まりとなって、夫妻の死後、1932年にタフト美術館として開館した。同館はヨーロッパの古絵画や19世紀のアメリカ合衆国の絵画のほか、中国の陶磁器やフランス・リモージュの琺瑯、17-19世紀の時計などを収蔵している。また、建物は1973年に国家歴史登録財に、また1976年には国定歴史建造物にそれぞれ登録された。
この他、シンシナティに立地する著名な博物館・美術館としては、シンシナティ美術館の近現代美術コーナーから始まって、1964年に独立し、ダウンタウンに開館した現代美術センターや、2004年に開館し、地下鉄道の活動に関する事物の展示を通じて自由や人権の大切さを伝える国立地下鉄道自由センターが挙げられる。また、シンシナティ・ユニオン・ターミナル内には、「シンシナティ・ミュージアム・センター」として、シンシナティ歴史博物館、自然史博物館、デューク・エナジー子供博物館、およびオムニマックス劇場が併設されている。また、オハイオ川の対岸、北ケンタッキーのニューポートに立地するニューポート水族館では、IUCNにより危急種に指定されている、シノノメサカタザメの飼育・繁殖が行われている。

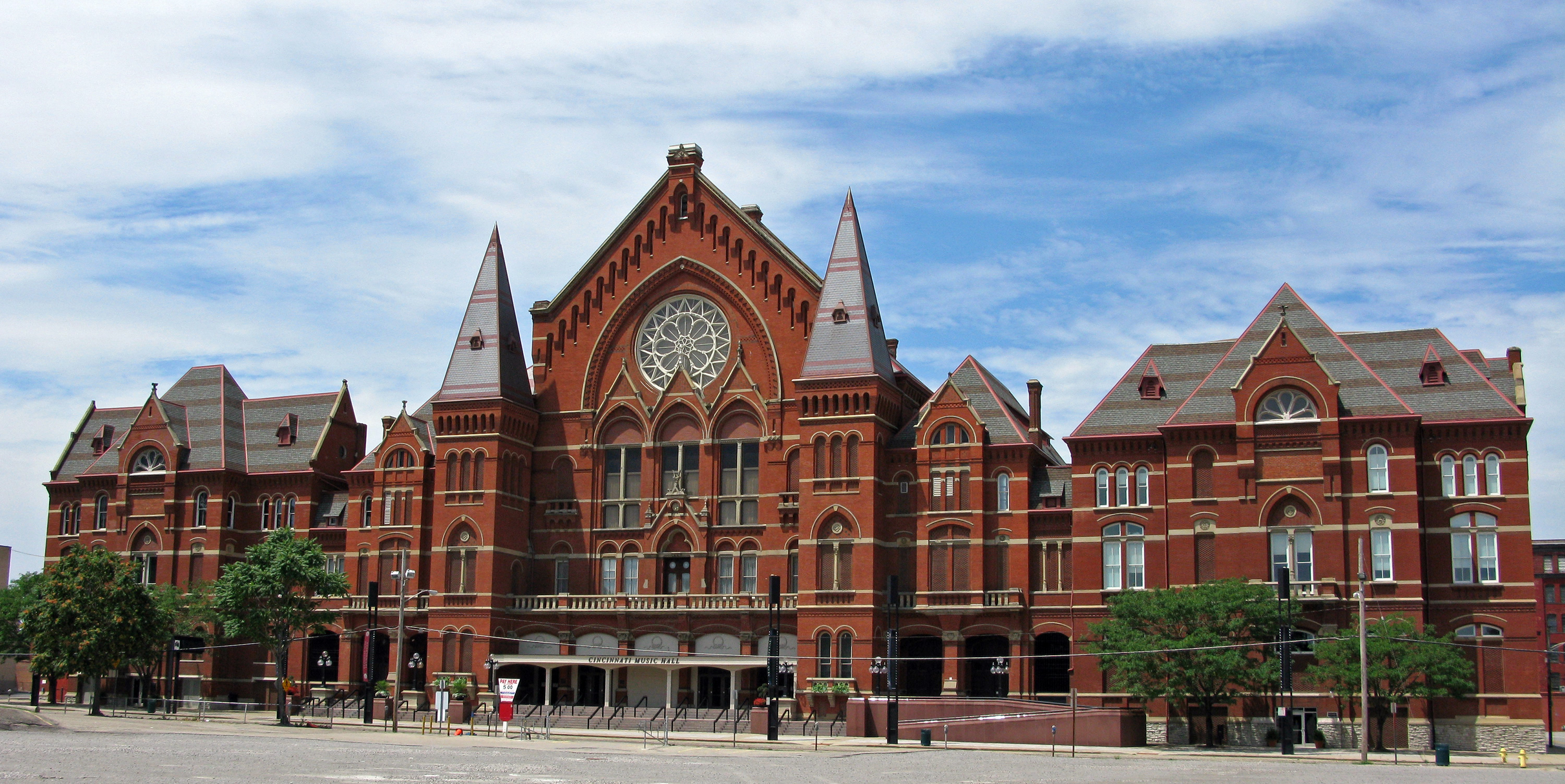
シンシナティ音楽堂

ダウンタウンの北、オーバー・ザ・ライン地区にはシンシナティ音楽堂が立地している。この音楽堂は1895年に設立された、全米でも5番目に長い歴史を持つシンシナティ交響楽団をはじめ、シンシナティ交響楽団から1977年に独立したシンシナティ・ポップス・オーケストラ、1920年設立の、ニューヨークのメトロポリタン・オペラに次いで長い歴史を誇るシンシナティ・オペラ、およびシンシナティ・バレエが本拠地としている。また、毎年5月には、1873年から続く合唱祭である、シンシナティ五月祭がこの音楽堂で開かれる。加えて、この音楽堂ではクラシック音楽のみならず、ポップ、ロック、ジャズ、ブルースなどの公演も行われており、これまでにフランク・シナトラ、マイルス・デイヴィス、ブルース・スプリングスティーン、プリンス、エルトン・ジョン、ジャニス・ジョプリン、B.B.キング、デュラン・デュラン、エリック・クラプトンらがここで公演を行ってきた。この音楽堂のベネチアン・ゴシック建築様式の建物は1878年に建てられたもので、1970年に国家歴史登録財に、また1974年には国定歴史建造物にそれぞれ登録された。

### スポーツ
シンシナティにはMLB、NFL、NBA、NHLの北米4大プロスポーツリーグのうち、MLBとNFLの2つのリーグがチームを置いている。

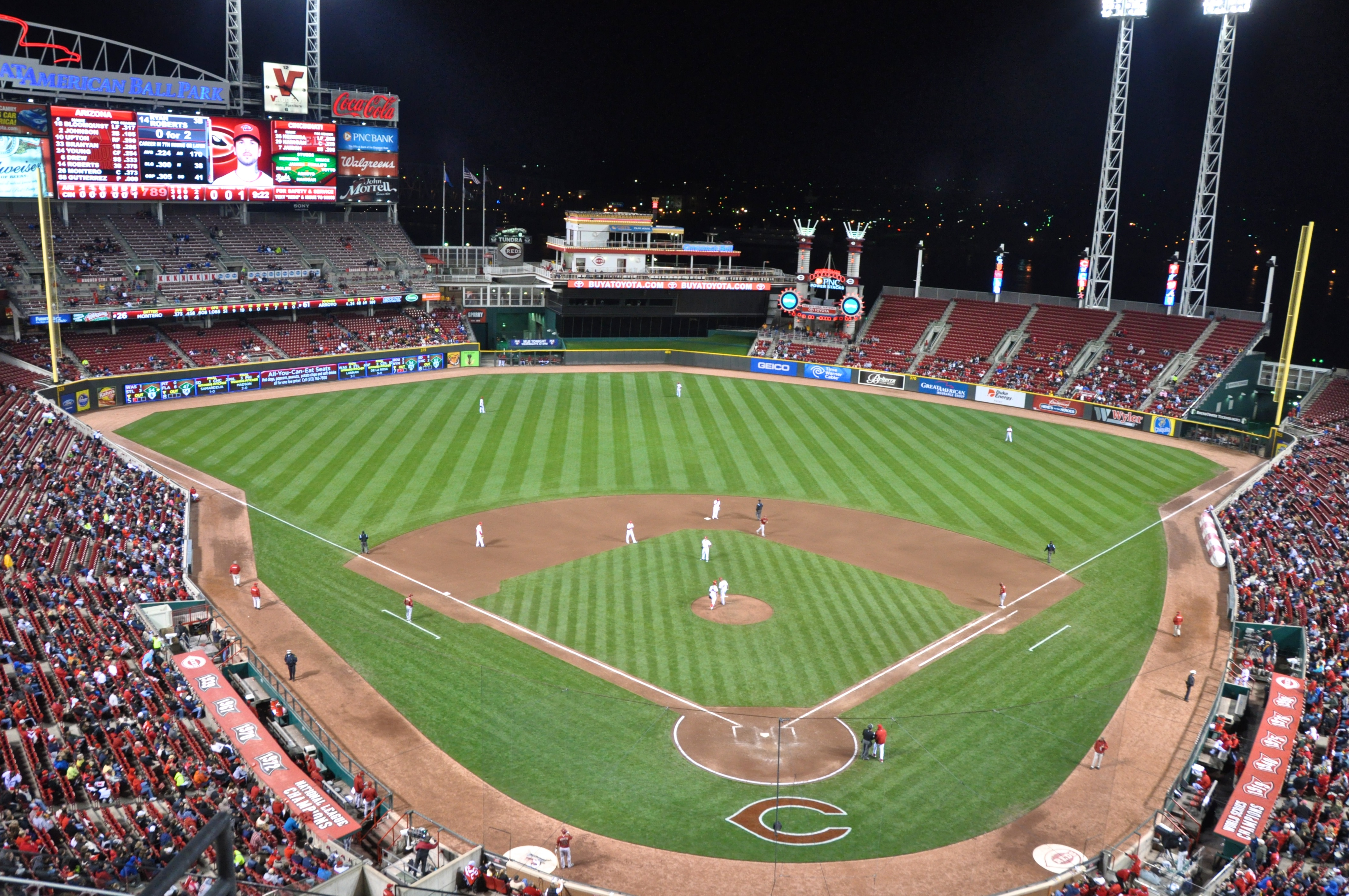
グレート・アメリカン・ボール・パーク

野球のレッズは、1869年に野球史上初のプロ球団となったシンシナティ・レッドストッキングスを起源とするチームである。レッズはこれまでに1919年、1940年、1975年、1976年、1990年の5度、ワールドシリーズを制覇している。1970年代には、名将スパーキー・アンダーソンの下、ジョニー・ベンチ、ピート・ローズ、ジョー・モーガン、トニー・ペレス、デーブ・コンセプシオン、ジョージ・フォスター、ケン・グリフィー、シーザー・ジェロニモらを擁した黄金期で、ビッグレッドマシンと呼ばれた。1970-76年の7年間で、レッズは地区優勝5度、リーグ優勝4度、そしてワールドシリーズ連覇を成し遂げ、その間に1シーズン平均98勝（公式戦の試合数は162戦）を挙げた。1985年9月11日には、選手兼任監督となっていたローズが、当時本拠地であったリバーフロント・スタジアムでのサンディエゴ・パドレス戦で通算4,192本目のヒットを放ち、MLBの通算最多安打記録を塗り替えた。レッズはナショナルリーグ中地区に所属しており、2003年に開場した、ダウンタウンのオハイオ河岸に立地するグレート・アメリカン・ボール・パークを本拠地としている。

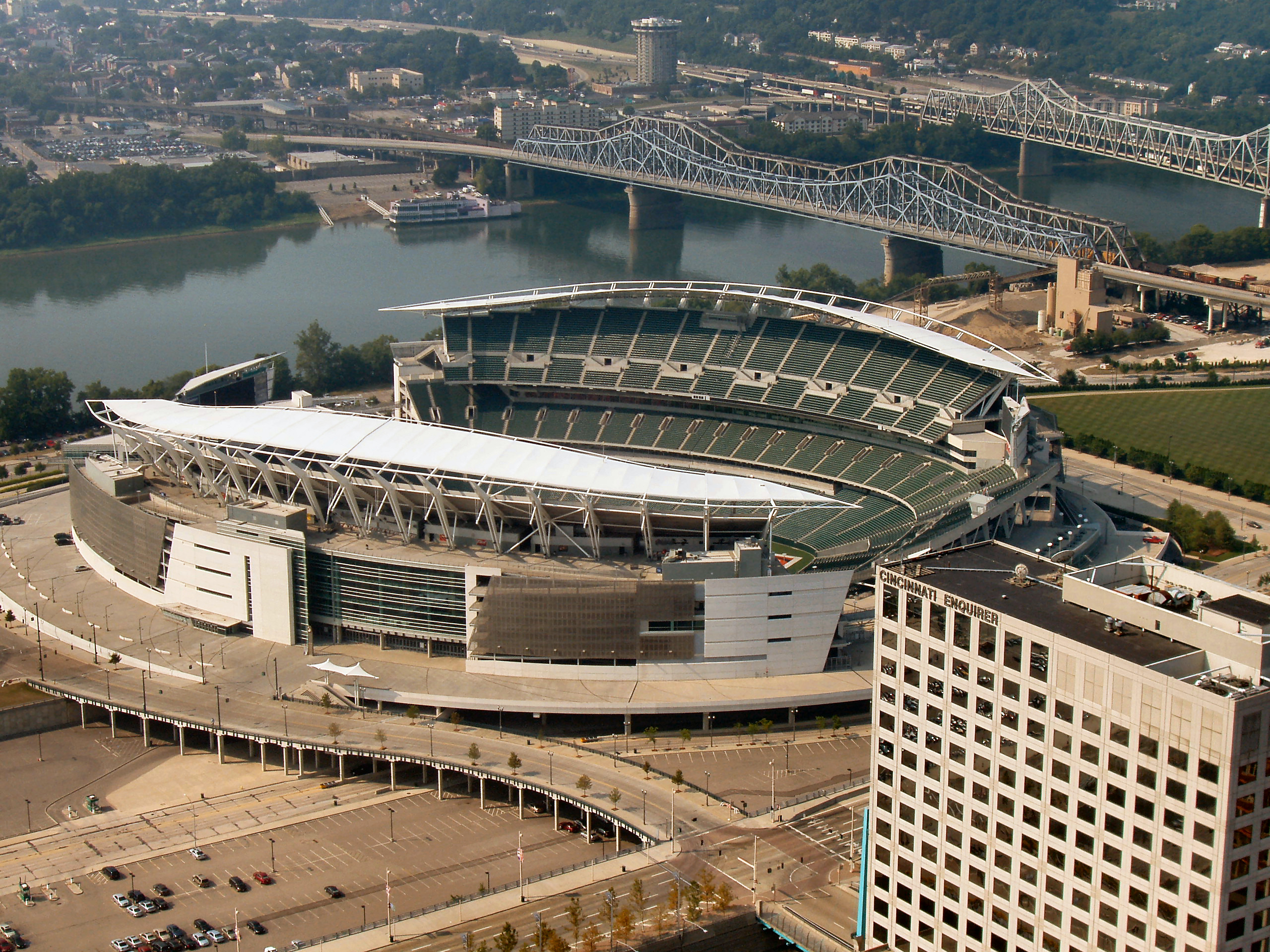
ペイコー・スタジアム

フットボールのベンガルズは、クリーブランド・ブラウンズの初代コーチであったポール・ブラウンが設立し、1968年にAFLのエクスパンションでできたチームである。AFLがNFLに合流した後、ベンガルズは1981年、1988年、および2021年の3度カンファレンスを制しスーパーボウルに出場しているものの、第16回と第23回はいずれもサンフランシスコ・フォーティナイナーズに、また第56回はロサンゼルス・ラムズに敗れており、スーパーボウルでの優勝経験は無い。ベンガルズはAFC北地区に所属しており、2000年に開場したペイコー・スタジアムを本拠地としている。なお、ペイコー・スタジアムの完成以前には、ベンガルズはレッズと同じリバーフロント・スタジアムを本拠地としていた。
このほか、シンシナティには、アイスホッケーの3部リーグである、ECHLのシンシナティ・サイクロンズが本拠を置いている。サイクロンズは2008年と2010年の2度、ECHLの決勝戦であるケリー・カップを制している。サイクロンズは上位にあるAHLのミルウォーキー・アドミラルズおよびサンアントニオ・ランページと、そしてそのさらに上位にあるNHLのナッシュビル・プレデターズおよびフロリダ・パンサーズと、それぞれ提携している。サイクロンズはグレート・アメリカン・ボール・パークの隣に建つ屋内競技場、U.S.バンク・アリーナを本拠地としている。
また、シンシナティでは1899年から、男女プロテニスのシンシナティ・オープンが開かれてきた地でもある。この大会は男子ではATPマスターズ1000の、また女子ではWTA1000の、それぞれ一角をなすものとなっている。1979年からは、この大会は北東郊のメイソンで開催されている。
| シンシナティにおけるメジャー・プロスポーツ | シンシナティにおけるメジャー・プロスポーツ | シンシナティにおけるメジャー・プロスポーツ | シンシナティにおけるメジャー・プロスポーツ |
| チーム                                     | スポーツ                                   | リーグ                                     | 本拠地                                     |
| ------------------------------------------ | ------------------------------------------ | ------------------------------------------ | ------------------------------------------ |
| シンシナティ・レッズ                       | 野球                                       | MLB、ナ・リーグ中地区                      | グレート・アメリカン・ボール・パーク       |
| シンシナティ・ベンガルズ                   | フットボール                               | NFL、AFC北地区                             | ペイコー・スタジアム                       |
| FCシンシナティ                             | サッカー                                   | MLS、イースタンカンファレンス              | ニッパートスタジアム                       |

### 公園とレクリエーション

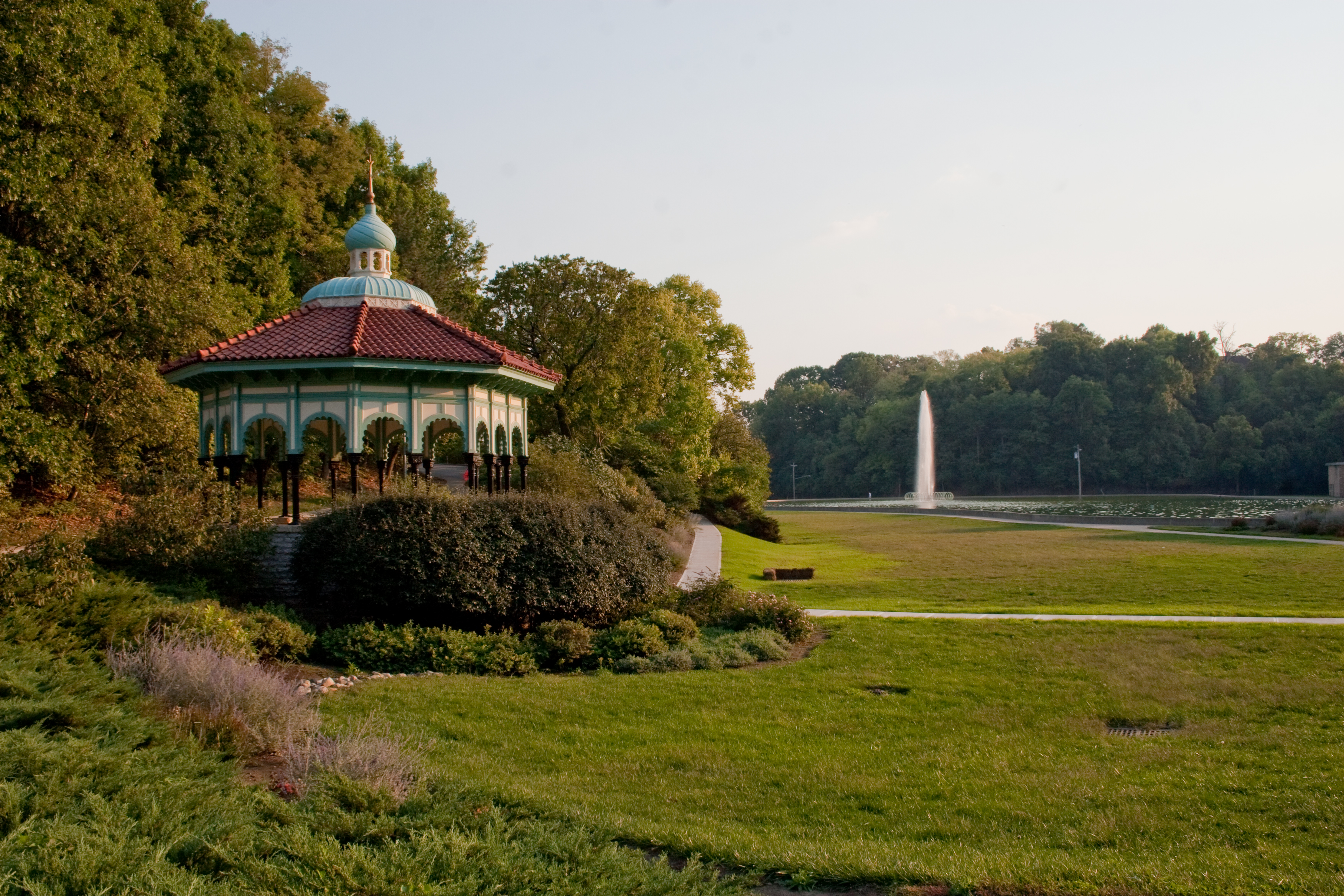
エデン・パーク

マウント・アダムズ地区の北部にはエデン・パークが広がっている。186エーカー（753,000m2）の園内には前述のシンシナティ美術館のほか、トニー賞の地方劇場賞を受賞したシンシナティ・プレイハウス・イン・ザ・パークや、野外劇場であるシーズングッド・パビリオン、アール・デコ調のクローン温室が立地している。同園の西端に建つ、エルシノア・アーチと呼ばれる給水塔は、ハムレットの舞台となったエルシノア城をモチーフとして1883年に建てられたもので、1980年に国家歴史登録財に登録された。また、同園北東部の人造湖、ツイン・レイクスのほとりには、シンシナティの姉妹都市の1つである岐阜市から贈られた、同市を流れる長良川での伝統漁法である鵜飼の鵜匠の像が立っている。
シンシナティ大学の北、エイボンデール地区にはシンシナティ動物園が立地している。この動物園は1875年に開園した、アメリカ合衆国内では2番目に長い歴史を持っている動物園である。同園最古の施設である「爬虫類の家」（もともとは「猿の家」であった）をはじめとするいくつかの施設は、「シンシナティ動物園歴史建造物」として、1987年に国家歴史登録財、および国定歴史建造物に登録された。その施設の1つである鳥類舎では、絶滅したリョコウバトおよびカロライナインコのそれぞれ最後の1羽が飼育されていた。現在では、同園は500種以上の動物、および3,000種以上の植物を飼育/栽培・展示している。
ダウンタウンから北東へ35km、メイソンには、シンシナティ都市圏きっての遊園地であるキングス・アイランドが立地している。同園は15種のローラーコースターをはじめとする100種以上のアトラクションを有し、夏季には33エーカー（134,000m2）の水上公園も営業する。

### 食文化

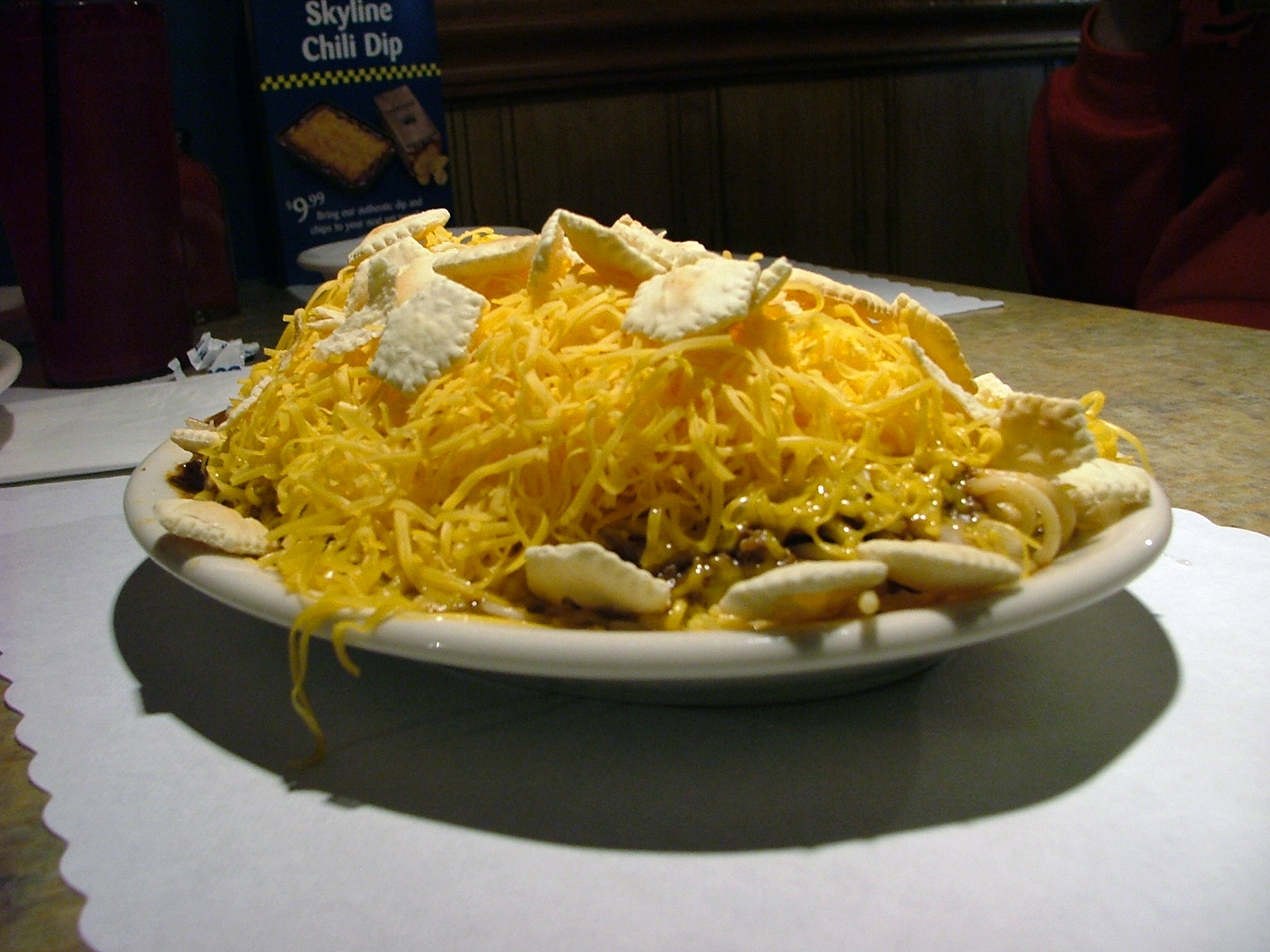
オイスター・クラッカーをのせた4ウェイ・チリ

シンシナティを代表する料理と言えばシンシナティ・チリである。シナモンやクローブで味付けされたこの独特のチリは、1922年にマケドニア系移民のトム・アタナス・キラジェフが考案したものである。柔らか目にゆでたスパゲッティにチリをかけただけのものを「2ウェイ」、そこに千切りにしたチェダーチーズをかけたものを「3ウェイ」、そこにみじん切りにしたタマネギ、もしくはチリ・ビーン（またはキドニー・ビーン）を入れたものを「4ウェイ」、その両方を入れたものを「5ウェイ」という。オイスター・クラッカーと呼ばれる、小型のクラッカーが添えられることもある。また、このチリをスパゲッティの代わりに、ホットドッグにかけたものを「コニー」という。
一方、初期のシンシナティではドイツ系移民が多く流入したことから、この地の食文化はドイツ料理の影響も受けている。シンシナティ市内には特に、バイエルン料理を出すレストランが数多く立地する。また、シンシナティ都市圏では、ゲッター（Goetta）という、豚挽肉（もしくは牛豚合挽肉）とオーツ麦を原料とし、塩・胡椒に加えて、ローリエ、ローズマリー、およびタイムといったハーブで味付けされた、ドイツ系移民由来のソーセージが朝食としてよく食されている。また、シンシナティのオクトーバーフェストは、本場ミュンヘン以外では最大級のもので、会期中には600,000人以上が来場する。
モックタートルスープ（ニセウミガメのスープ）はゲッターと同じく19世紀後半に流入したドイツ系移民が広めた料理である。現代シンシナティ風のモックタートルスープは牛ひき肉、固ゆで玉子、ケチャップを用いるのが特徴である。1918年にシンシナティで創業したワースモア社は、現代でも缶詰のモックタートルスープを生産している唯一の食品ブランドである

### 方言
シンシナティは地理的には、北部アメリカ英語と中部アメリカ英語がそれぞれ話されている地域の境界線上にあたる。その一方で、中西部の他地域とは異なり、シンシナティを含むオハイオ州南西部で話されている英語の母音は、ニュージャージー州北部の英語の影響を受けているが、若い世代では徐々にその傾向が薄まっている。また、シンシナティの英語は、ケンタッキー州で見られる南部アメリカ英語の影響も受けている。
そして、シンシナティにおけるドイツ系移民の影響は方言にも現れている。例えば、同じことを再度繰り返して言ってもらうことを頼むときには、標準英語ではI beg your pardon?と尋ねるが、シンシナティの一部の住民はPlease?と尋ねる。これはドイツ語のWie bitte?（英語ではHow please?に相当する）の短縮形であるbitteに由来するものである。この傾向は特に市西部の住民によく見られる。

## 人口動態

### 都市圏人口
シンシナティの都市圏、および広域都市圏を形成する各郡の人口は以下の通りである（2020年国勢調査）。
シンシナティ都市圏
| 郡             | 州             | 人口        |
| -------------- | -------------- | ----------- |
| ハミルトン郡   | オハイオ州     | 830,639人   |
| バトラー郡     | オハイオ州     | 390,357人   |
| ウォーレン郡   | オハイオ州     | 242,337人   |
| クラーモント郡 | オハイオ州     | 208,601人   |
| ケントン郡     | ケンタッキー州 | 169,064人   |
| ブーン郡       | ケンタッキー州 | 135,968人   |
| キャンベル郡   | ケンタッキー州 | 93,076人    |
| ディアボーン郡 | インディアナ州 | 50,679人    |
| ブラウン郡     | オハイオ州     | 43,676人    |
| グラント郡     | ケンタッキー州 | 24,941人    |
| フランクリン郡 | インディアナ州 | 22,785人    |
| ペンドルトン郡 | ケンタッキー州 | 14,644人    |
| ギャラティン郡 | ケンタッキー州 | 8,690人     |
| ブラッケン郡   | ケンタッキー州 | 8,400人     |
| ユニオン郡     | インディアナ州 | 7,087人     |
| オハイオ郡     | インディアナ州 | 5,940人     |
| 合計           | 合計           | 2,256,884人 |

シンシナティ・ウィルミントン・メイズビル広域都市圏
| 都市圏/小都市圏        | 郡                 | 州                 | 人口        |
| ---------------------- | ------------------ | ------------------ | ----------- |
| シンシナティ都市圏     | シンシナティ都市圏 | シンシナティ都市圏 | 2,256,884人 |
| ウィルミントン小都市圏 | クリントン郡       | オハイオ州         | 42,018人    |
| メイズビル小都市圏     | メイソン郡         | ケンタッキー州     | 17,120人    |
| 合計                   | 合計               | 合計               | 2,316,022人 |

### 市域人口推移
以下にシンシナティ市における1800年から2020年までの人口推移を表およびグラフで示す。
| 統計年 | 人口      | 順位 |
| ------ | --------- | ---- |
| 1800年 | 850人     | -    |
| 1810年 | 2,540人   | 46位 |
| 1820年 | 9,642人   | 14位 |
| 1830年 | 24,831人  | 8位  |
| 1840年 | 46,338人  | 6位  |
| 1850年 | 115,435人 | 6位  |
| 1860年 | 161,044人 | 7位  |
| 1870年 | 216,239人 | 8位  |
| 1880年 | 255,139人 | 8位  |
| 1890年 | 296,908人 | 9位  |
| 1900年 | 325,902人 | 10位 |
| 1910年 | 363,591人 | 13位 |
| 1920年 | 401,247人 | 16位 |
| 1930年 | 451,160人 | 17位 |
| 1940年 | 455,610人 | 17位 |
| 1950年 | 503,998人 | 18位 |
| 1960年 | 502,550人 | 21位 |
| 1970年 | 452,525人 | 29位 |
| 1980年 | 385,460人 | 31位 |
| 1990年 | 364,040人 | 45位 |
| 2000年 | 331,285人 | 54位 |
| 2010年 | 296,945人 | 62位 |
| 2020年 | 309,317人 | 65位 |

## 姉妹都市

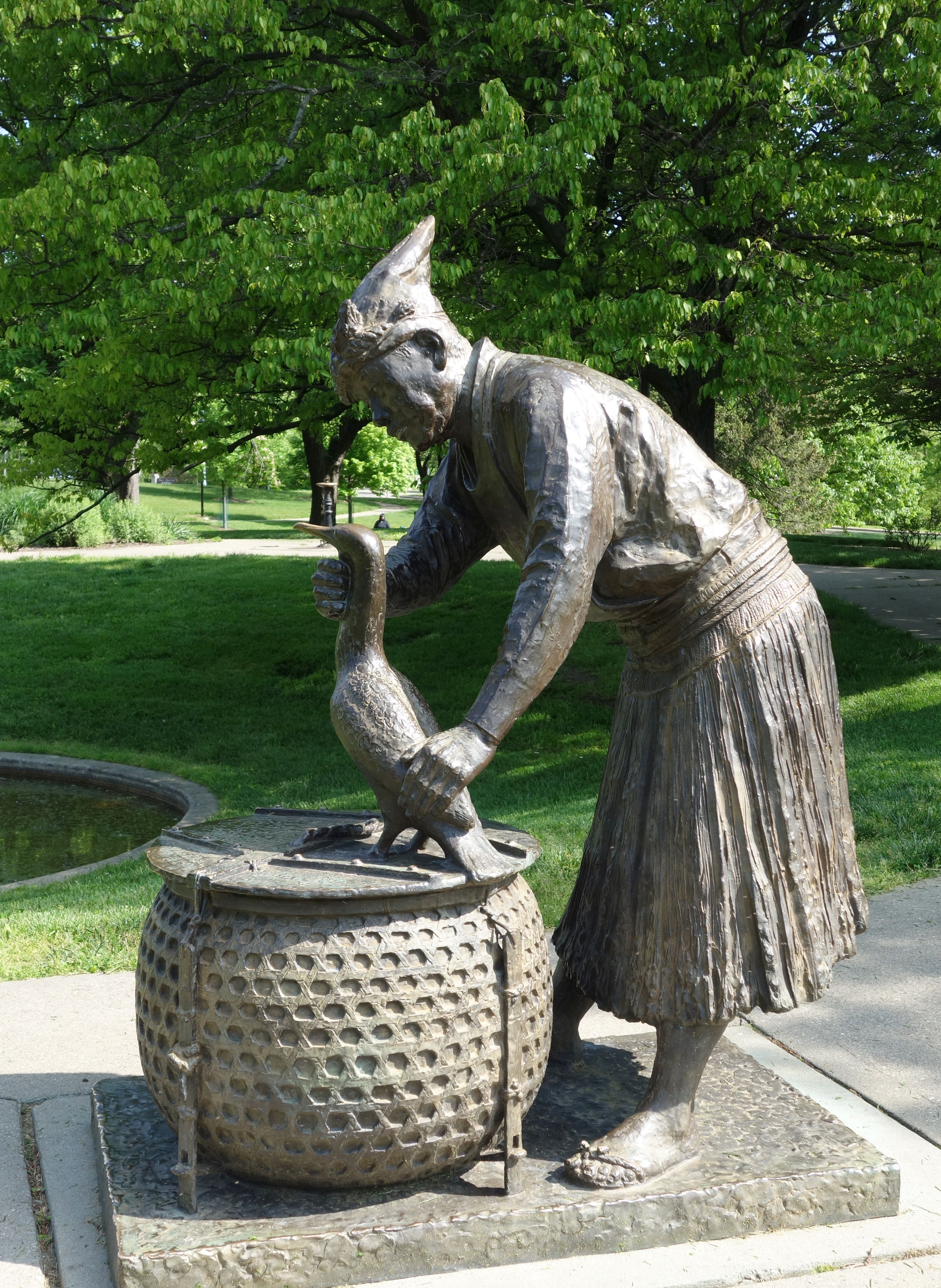
岐阜市からシンシナティに贈られた鵜匠の像

シンシナティは以下9都市と姉妹都市提携を結んでいる。全米国際姉妹都市協会（Sister Cities International）加盟都市。
- アンマン（ヨルダン）[117]
- 岐阜市（日本・岐阜県）[118]
- 新北市（中華民国）
- ナンシー（フランス）
- ハラレ（ジンバブエ）
- ハルキウ（ウクライナ）
- マイソール（インド）
- ミュンヘン（ドイツ）
- 柳州市（中華人民共和国・広西チワン族自治区）

## 註
1. ↑  QuickFacts: Cincinnati city, Ohio. United States Census Bureau. 2020年.
2. 1 2  QuickFacts. United States Census Bureau. 2020年.
3. 1 2  Table 8. Population of the 100 Largest Urban Places: 1850. U.S. Bureau of the Census. 1998年6月15日.
4. 1 2  Table 18. Population of the 100 Largest Urban Places: 1950. U.S. Bureau of the Census. 1998年6月15日.
5. ↑  Goss, Charles Frederic. Cincinnati: The Queen City, 1788-1912. Vol.2. p.9. Chicago: S.J. Clarke Publishing Co. 1912年.
6. 1 2 3 4  Cincinnati, Ohio. Ohio History Central. 2015年3月25日閲覧.
7. ↑  Vexler, Robert. Cincinnati: A Chronological & Documentary History.
8. ↑  Levi Coffin, Reminiscences of Levi Coffin, the reputed president of the underground railroad: being a brief history of the labors of a lifetime in behalf of the slave, with the stories of numerous fugitives, who gained their freedom through his instrumentality, and many other incidents, Cincinnati: Western tract society, University of Michigan Library.
9. ↑  Woodson, Carter Godwin. The Negro in Our History. p.140. Associated Publishers. 1922年.
10. ↑  The Pro-Slavery Riot in Cincinnati.  Abolitionism 1830-1850, Uncle Tom's Cabin and American Culture. University of Virginia. 1998-2007年. 2015年3月16日閲覧.
11. ↑  Aaron, Daniel. Cincinnati, Queen City of the West: 1819-1838. p.300. Ohio State University Press. 1992年. ISBN 0-8142-0570-4.
12. ↑  Roth, David E. Squirrel Hunters to the Rescue. Ch.III. Panic on the Ohio!: Confederates March on Cincinnati, September 1962. Blue & Gray Magazine. Columbus, Ohio. 1986年4-5月. 2015年3月24日閲覧. （PDFファイル）
13. ↑  Walden, Geoffrey R. The Defenses of Cincinnati. Ch.IV. Panic on the Ohio!: Confederates March on Cincinnati, September 1962. Blue & Gray Magazine. Columbus, Ohio. 1986年4-5月. 2015年3月24日閲覧. （PDFファイル）
14. ↑  About. Cincinnati Southern Railway. 2015年3月25日閲覧.
15. ↑  O'Neill, Tom. Exhibit commemorates the streetcar era. The Cincinnati Enquirer. 2001年8月18日. 2015年3月25日閲覧.
16. ↑  Rolfes, Steven J. Cincinnati Landmarks. p.20. Arcadia Publishing. 2012年. ISBN 9780738593951.
17. ↑  PNC Tower. Emporis. 2015年3月26日閲覧.
18. 1 2  Carew Tower. Emporis. 2015年3月26日閲覧.
19. ↑  Alltucker, Ken. Downtown Skywalk Falls into Disfavor. Cincinnati Enquirer. 2003年6月1日. 2015年4月5日閲覧.
20. ↑  Yung, John. The Story behind Cincinnati's Slowly Disappearing Skywalk System. Cincinnati Business Courier. 2012年2月24日. 2015年4月5日閲覧.
21. 1 2  Who We Are. Cincinnati Center City Development Corporation. 2015年4月5日閲覧.
22. ↑  Physiographic Regions of Ohio. Division of Geographical Survey, Department of Natural Resources, State of Ohio. 1998年. 2015年3月30日閲覧. （PDFファイル）
23. ↑  McFarlan, Arthur C. Blue Grass. Geology of Kentucky. University of Kentucky. 1943年. 2015年3月31日閲覧.
24. ↑  Hillside Steps. Department of Transportation and Engineering, City of Cincinnati. 2015年3月31日閲覧.
25. ↑  Inclines & Cable Cars. Greetings from Cincinnati. 2015年3月31日閲覧.
26. 1 2  Historical Weather for Cincinnati, Ohio, United States of America. Weatherbase.com. 2015年3月11日閲覧.
27. 1 2  Federal Writers' Project. Cincinnati, a Guide to the Queen City and Its Neighbors. p.179. Best Books on. 1943年. ISBN 9781623760519.
28. 1 2  "Are You Ready for Cincinnati?" p.144. Cincinnati Magazine. 2007年.
29. ↑  Hyac. Holland. "Ferdinand von Miller". pp. 401–409. Allgemeine Deutsche Biographie. 52. Leipzig: Duncker & Humblot. 1906年.
30. 1 2  Great American Tower. Emporis. 2015年3月26日閲覧.
31. 1 2 3 4 5 6 7  OHIO - Hamilton County. National Register of Historic Places. 2015年4月5日閲覧.
32. ↑  Carew Tower-Netherland Plaza Hotel. National Historic Landmarks Program. National Park Service. 2015年4月5日閲覧.
33. ↑  Guide to OTR Architecture. Over-the-Rhine Foundation. 2015年4月8日閲覧.
34. ↑  About City Manager. City of Cincinnati. 2015年4月6日閲覧.
35. ↑  "Article II. - LEGISLATIVE POWER". Charter of the City of Cincinnati. City of Cincinnati. 2015年3月31日.
36. ↑  "Article III. - MAYOR". Charter of the City of Cincinnati.
37. ↑  "Article IX. - NOMINATIONS AND ELECTIONS". Charter of the City of Cincinnati.
38. ↑  About Fire. Cincinnati Fire Department, City of Cincinnati. 2015年4月8日閲覧.
39. ↑  About Police. Cincinnati Police Department, City of Cincinnati. 2015年4月8日閲覧.
40. ↑  2012 City Crime Rate Rankings. CQ Press. 2013年.
41. ↑  Table 8 - Ohio. Federal Bureau of Investigation. 2011年. 2015年4月8日閲覧.
42. ↑  Crime in the United States. Federal Bureau of Investigation. 2011年. 2015年4月9日閲覧.
43. ↑  Janke, Richard. District One 4th Quarter Problem Solving Report. City of Cincinnati. 2007年2月26日. 2015年4月8日閲覧. （PDFファイル）
44. ↑  “米オハイオ州のナイトクラブで発砲、16人死傷”.   ロイター (2022年3月27日). 2022年11月22日閲覧。
45. ↑  Operations Overview. Kroger. 2015年3月5日. 2015年4月10日閲覧.
46. ↑  Schulz, David P. Top 100 Retailers. Washington, DC: National Retail Federation. 2015年4月10日閲覧.
47. ↑  Global Structures & Governance. Procter & Gamble. 2015年4月10日閲覧.
48. ↑  Fortune 500. Fortune. 2014年. 2015年4月10日閲覧.
49. ↑  Our Offices. Federal Reserve Bank of Cleveland. 2015年4月14日閲覧.
50. ↑  海外統括管理会社. トヨタ自動車. 2015年4月10日閲覧.
51. ↑  Cincinnati/Northern Kentucky Int'l. (Form 5010) Airport Master Record. Federal Aviation Administration. 2015年3月5日. 2015年4月12日閲覧.
52. ↑  Domestic Hubs. Delta Air Lines. 2015年4月12日閲覧.
53. ↑  Wetterich, Chris. DHL opens super-hub at CVG. Cincinnati Business Courier. 2013年6月13日. 2015年4月12日閲覧.
54. ↑  Cincinnati, OH. Amtrak. 2016年7月16日閲覧
55. ↑  Rose, Linda C. et al. Cincinnati Union Terminal: The Design and Construction of an Art Deco Masterpiece. Cincinnati, Ohio: Cincinnati Railroad Club, Inc. 1999年10月. ISBN 0-9676125-0-0.
56. ↑  Cardinal. p.2. Amtrak. 2016年1月11日. 2016年7月16日閲覧. （PDFファイル）
57. ↑  Greater Cincinnati Area Map. Southwest Ohio Regional Transit Authority. 2014年4月. 2015年4月13日閲覧. （PDFファイル）
58. ↑  System Map. Transit Authority of Northern Kentucky. 2014年. 2015年4月13日閲覧. （PDFファイル）
59. ↑  CTC Service Area Map. Clermont Transportation Connection, Clermont County. 2014年4月28日. 2015年4月13日閲覧. （PDFファイル）
60. ↑  Cincinnati Streetcar. Southwest Ohio Regional Transit Authority. 2015年4月13日閲覧.
61. 1 2 3 4  Basic Fact Sheet. University of Cincinnati. 2015年春. 2015年4月15日閲覧.
62. ↑  UC History. University of Cincinnati. 2015年4月15日閲覧.
63. ↑  笹岡 賢二郎. 実践的人材育成のコーオプ教育. 産学官連携ジャーナル. 科学技術振興機構. 2013年10月. 2015年4月15日閲覧.
64. ↑  Best Colleges 2015: National Universities Rankings. p.12. U.S. News & World Report. 2014年. 2015年4月14日閲覧.
2015年版（2014年発行）では129位であった。
65. ↑  Cincinnati Bearcats: Home. University of Cincinnati. 2015年4月15日閲覧.
66. 1 2  Xavier Facts Update. Cincinnati, Ohio: Xavier University. 2013年.
67. ↑  協定校紹介: Xavier University. 上智大学. 2015年4月16日閲覧.
68. ↑  Academics. Xavier University. 2015年4月16日閲覧.
69. ↑  Best Colleges 2015: Regional Universities Midwest Rankings. p.1. U.S. News & World Report. 2014年. 2015年4月14日閲覧.
2015年版（2014年発行）では5位であった。
70. ↑  Xavier Musketeers: Home. Xavier University. 2015年4月16日閲覧.
71. ↑  Best Colleges 2015: National Universities Rankings. p.7. U.S. News & World Report. 2014年. 2015年4月14日閲覧.
2015年版（2014年発行）では76位であった。
72. 1 2  Basic Facts About Cincinnati Public Schools. Cincinnati Public Schools. 2015年4月18日閲覧.
73. 1 2  Alltucker, Ken. Tristaters put stock in private schools. Cincinnati Enquirer. 2002年10月20日. 2015年4月18日閲覧.
74. ↑  The Nation's Largest Libraries: A Listing By Volumes Held. American Library Association. 2012年10月. 2015年4月18日閲覧.
75. ↑  Museum History. Cincinnati Art Museum. 2015年5月3日閲覧.
76. ↑  About the Collection. Cincinnati Art Museum. 2015年5月3日閲覧.
77. ↑  Museum History. Taft Museum of Art. 2015年5月3日閲覧.
78. ↑  Collection, Highlights. Taft Museum of Art. 2015年5月3日閲覧.
79. ↑  Baum-Taft House. National Historic Landmarks Program. National Park Service. 2015年5月3日閲覧.
80. ↑  Who We Are. Contemporary Arts Center. 2015年5月3日閲覧.
81. ↑  About Us. National Underground Railroad Freedom Center. 2015年5月3日閲覧.
82. ↑  Cincinnati History Museum. Cincinnati Museum Center. 2015年5月3日閲覧.
83. ↑  Museum of Natural History & Science. Cincinnati Museum Center. 2015年5月3日閲覧.
84. ↑  Duke Energy Children's Museum. Cincinnati Museum Center. 2015年5月3日閲覧.
85. ↑  Robert D. Lindner Family OMNIMAX Theater. Cincinnati Museum Center. 2015年5月3日閲覧.
86. ↑  Shark Rays. Newport Aquarium. 2015年5月3日閲覧.
87. ↑  Newport Aquarium Launches World's First Shark Ray Breeding Program, Adds Rare Male Shark Ray. Underwater Times. 2007年2月1日. 2015年5月3日閲覧.
88. 1 2 3  Music Hall. Cincinnati Arts Association. 2015年5月3日閲覧.
89. ↑  May Festival Chorus. May Festival Association. 2015年5月3日閲覧.
90. ↑  Cincinnati Music Hall. National Historic Landmarks Program. National Park Service. 2015年5月3日閲覧.
91. ↑  Reds Timeline. Cincinnati Reds. 2015年5月3日閲覧.
92. ↑  Erardi, John and Greg Rhodes. Big Red Dynasty. Road-West Publishing. Qtd by Cincinnati Enquirer. 1997年. 2015年5月3日閲覧.
93. ↑  Erardi, John. #1 Cinergy/Riverfront Moment - Sept. 11, 1985: Cincinnati's favorite son becomes baseball's Hit King with No. 4,192. Cincinnati Enquirer. 2002年9月22日. 2015年5月3日閲覧.
94. ↑  Team History. p.192. Cincinnati Bengals. 2014年. 2015年5月3日閲覧. （PDFファイル）
95. ↑  Gelfand, Janelle. Cincinnati Playhouse wins Tony award. Cincinnati Enquirer. 2004年5月11日. 2015年5月5日閲覧.
96. 1 2 3  Art & Architecture in the Parks - Eden Park. Cincinnati Parks Foundation. 2015年5月5日閲覧.
97. 1 2  History, Mission and Vision. Cincinnati Zoo and Botanical Garden. 2015年5月5日閲覧.
98. ↑  Cincinnati Zoo Historic Structures. National Historic Landmarks Program. National Park Service. 2015年5月5日閲覧.
99. ↑  "Martha," The Last Passenger Pigeon. Smithsonian National Museum of Natural History, Smithsonian Institute. 2015年5月5日閲覧.
100. ↑  Snyder, Noel. The Carolina Parakeet: Glimpses of a Vanished Bird. Princeton University Press. 2004年6月. ISBN 978-0691117959.
101. ↑  Kings Island. CincinnatiUSA.com. 2015年5月5日閲覧.
102. ↑  Lowe, Cliff. The Life and Times of Chili Cincinnati Chili - Part Two. inmamaskitchen.com. 2015年5月10日閲覧.
103. ↑  Loomis, Susan Herrmann. Fare of the Country; A City's Romance With a Bowl of Chili. New York Times. 1989年4月16日. 2015年5月10日閲覧.
104. ↑  Campbell, Polly. German Restaurants to Know for Oktoberfest Season. Cincinnati Enquirer. 2014年9月18日. 2015年5月10日閲覧.
105. ↑  Raposo, Jacqueline. Goetta: The Cincinnati German-American Breakfast Staple. Serious Eats. 2013年10月29日. 2015年5月10日閲覧.
106. ↑  Steigerwald, Shauna. Hey, Fonzie: Welcome to Zinzinnati!. Cincinnati Enquirer. 2014年9月19日. 2015年5月10日閲覧.
107. ↑  Pandolfi, Keith (2021年7月18日). “Why Cincinnati is the world capital of mock turtle soup”. Cincinnati Enquirer.  オリジナルの2024年3月27日時点におけるアーカイブ。 2021年12月7日閲覧。
108. ↑  Woellert, Dann (2015). Historic Restaurants of Cincinnati. American Palate. p. 171. ISBN 9781625855398.  オリジナルのApril 8, 2023時点におけるアーカイブ。 2023年3月19日閲覧。
109. ↑  Labov, William, Sharon Ash, and Charles Boberg. The Atlas of North American English: Phonetics, Phonology, and Sound Change. p.276. Walter de Gruyter. 2006年. ISBN 9783110167467.
110. ↑  Labov, William. Principles of Linguistic Change: Cognitive and Cultural Factors. Ch.15.6.3. New York City: John Wiley & Sons. 2011年7月5日. ISBN 9781444351460
111. ↑  Boberg, Charles and Stephanie M. Strassel. "Short-a in Cincinnati: A Change in Progress". Journal of English Linguistics. Vol.28. pp.108-126. Sage Publications. 2000年6月.
112. ↑  Ash, Sharon. "The North American Midland as a dialect area". Qtd by Thomas Edward Murray and Beth Lee Simon. Language Variation and Change in the American Midland: A New Look at 'Heartland' English. p.55.  Amsterdam: John Benjamins Publishing Company. 2006年. ISBN 9789027248961.
113. ↑  UC Idioms and Jargon. University of Cincinnati. 2015年5月12日閲覧.
114. ↑  Vaccariello, Linda. How To: Speak Cincinnatiese. Cincinnati Magazine. Emmis Communications. 2014年1月21日. 2015年5月12日閲覧.
115. ↑  Gibson, Campbell. Population of the 100 Largest Cities and Other Urban Places in the United States: 1790 to 1990. US Census Bureau. 1998年6月.
116. ↑  Home. Cincinnati USA Sister City Association. 2015年3月13日閲覧.
117. ↑  Cincinnati to become sister city of Amman, Jordan. Cincinnati Enquirer. 2015年6月11日. 2015年8月10日閲覧.
118. ↑  シンシナティ市（アメリカ合衆国）. 岐阜市. 2015年3月13日閲覧.

## 推奨文献
- Engelhardt, George W. Cincinnati: The Queen City. Cincinnati, Ohio: George W. Engelhardt Co. 1901年.
- Goss, Charles Frederic. Cincinnati: The Queen City, 1788-1912. In Four Volumes. Chicago: S.J. Clarke Publishing Co. 1912年.
- Smith, William C. Queen City Yesterdays: Sketches of Cincinnati in the Eighties. Crawfordsville, Indiana: R.E. Banta. 1959年.
- Stradling, David. Cincinnati: From River City to Highway Metropolis. Mount Pleasant, South Carolina: Arcadia Publishing. 2003年. ISBN 0-7385-2440-9.